# アトランタ・ファルコンズ
アトランタ・ファルコンズ（英語: Atlanta Falcons、略称: ATL）は、アメリカ合衆国ジョージア州アトランタに本拠地をおくNFLチーム。NFC南地区に所属している。
1966年、エクスパンション･チームとしてNFLに加盟した。2001年まではNFC西地区に所属していた。これまでに地区優勝4回、スーパーボウルには第33回、第51回の2度出場しているが、いずれも敗れている。本拠地はメルセデス・ベンツ・スタジアム。本部と練習場は、アトランタ北東部のフラワリーブランチに位置している。

## 歴史

### 1970年代まで
1965年6月30日、NFLコミッショナーのピート・ロゼールからランキン・スミスにオーナーシップが与えられチームが創設された。同年11月27日のドラフト1巡目全体1位でテキサス大学出身のLB、トミー・ノービスを指名した。このドラフトでは1巡目から5巡目まで最初と最後に指名権が与えられた。ノービスはAFLドラフトでも1巡目全体5位でヒューストン・オイラーズに指名されたがファルコンズに入団した。
1966年、8月1日に最初のプレシーズンゲームがフィラデルフィア・イーグルスとの間で行われた。レギュラーシーズン開幕後9連敗したが、11月20日、ロードでニューヨーク・ジャイアンツを破りシーズン初勝利をあげた。最後の4試合で2勝をあげて3勝11敗に終わった。ノービスはルーキー・オブ・ザ・イヤーを獲得、プロボウルにも選出された。
1967年は1勝12敗1分に終わった。トミー・ノービスが2年連続プロボウルに選ばれた。
1968年、開幕から3連敗したところでノーム・ヘッカーヘッドコーチは解任されノーム・バン・ブルックリンが後任となった。ヘッドコーチ交代後2試合目のニューヨーク・ジャイアンツ戦でシーズン初勝利をあげたが、その後1勝しかできず2勝12敗に終わった。クロード・ハンフリーが最優秀新人守備選手に選ばれた。
1969年、11月16日のシカゴ・ベアーズ戦では控えQBランディ・ジョンソンが4TDパスを投げて48-31で勝利、週間最優秀攻撃選手に選ばれた。12月7日の地元での試合、FBハーモン・ウェイジがTDラン、TDレシーブ、TDパスをあげる活躍を見せて45-17でニューオーリンズ・セインツを破った。この年チームは創設以来最高の6勝8敗の成績をあげた。プロボウルにジム・バトラー、ボブ・ベリー、グレッグ・ブレジナ、ボブ・エター、ジョージ・クンツ、ジム・ミッチェル、ケン・リーブスの7名が選ばれた。
1960年代の4シーズンを通してチームはわずか12勝しかあげられなかった。
1970年、9月27日のグリーンベイ・パッカーズ戦でボブ・ベリーがチーム初の300ヤードを投げたQBとなった。10月4日、ジム・バトラーがチーム記録となる127ヤードを走った。11月30日、チームはマンデーナイトフットボールに初登場を果たしマイアミ・ドルフィンズと対戦した。この年チームは開幕から6試合で3勝をあげたが4勝8敗2分に終わった。プロボウルにハンフリー、クンツ、ノービスが選ばれている。
1971年、この年ノーム・バン・ブルックリンヘッドコーチがプロフットボール殿堂入りを果たした。最終週に、ニューオーリンズ・セインツを破り、7勝6敗1分けとチーム初のシーズン勝ち越しを遂げた。
1972年、ドラフトでハイズマン賞を受賞したパット・サリバンを獲得した。10月1日、デイブ・ハンプトンがチーム記録となる161ヤードを走ってチーム創設以来初めてロサンゼルス・ラムズを破った。2試合を残して7勝5敗の成績を収めていたが、サンフランシスコ・フォーティナイナーズに0-20と完封負け、最終週のカンザスシティ・チーフス戦にも負けて7勝7敗に終わった。RBデイブ・ハンプトンはいったんは1000ヤードを超えたが、続くプレーで6ヤードをロスしてしまい995ヤードでシーズンを終えた。
1973年、開幕戦でニューオーリンズ・セインツを62-7で破ったが、続く3試合で合計15得点しかあげられず3連敗した。その後7連勝したが最後の3試合中2試合に敗れて9勝5敗でプレーオフを逃した。デイブ・ハンプトンはこの年997ヤードのランで、2年連続あと一歩のところで1000ヤードラッシャーとなれなかった。この年ニック・マイク＝メイヤー、ジョン・ズック、クンツがプロボウルに選ばれた。
1974年、2勝6敗となったところで、ノーム・バン・ブルックリンヘッドコーチ（GMも兼任していた）は解任され、ディフェンスコーディネーターのマリオン・キャンベルが後任となったが、ヘッドコーチ交代後も5連敗し、最終週にようやく勝利し、3勝11敗に終わった。ハンフリーとジェフ・ヴァン・ノートがプロボウルに選ばれた。
1975年、ジョージ・クンツをドラフト全体1位指名権と引き換えにボルチモア・コルツにトレードした。ドラフトではQBスティーブ・バートコウスキーを獲得した。2月26日、それまでにグリーンベイ・パッカーズ、マイアミ・ドルフィンズを強豪にしたパット・ペプラーがGMに就任した。この年チームは4勝10敗に終わった。最終週に61ヤードを走ったデイブ・ハンプトンが1000ヤードラッシャーとなった。ヴァン・ノートとPジョン・ジェームズがプロボウルに選ばれた。
1976年、キャンベルヘッドコーチがシーズン途中に解任され、パット・ペプラーが暫定ヘッドコーチとなった。チームは4勝10敗に終わった。ジョン・ジェームズは2年連続プロボウルに選ばれた。2年目のQBバートコウスキーは、2TD、9INT、キム・マッキルケンも2TD、10INTと散々だった。
1977年、ワシントン・レッドスキンズ、ダラス・カウボーイズでQBを務めたエディ・ルバロンがGMに、ランキン・スミス・ジュニアが球団社長に、ロサンゼルス・ラムズのアシスタントコーチ、リーマン・ベネットがヘッドコーチに就任した。14試合でわずか129失点という近代フットボールとなってからの記録を樹立、7勝7敗でシーズンを終えた。強力なディフェンスは「The Gritz Blitz」と呼ばれた。ジョン・ジェームズ、ハンフリー、ローランド・ローレンスがプロボウルに選ばれた。
1978年、2勝4敗から5連勝し7勝4敗、最後の5試合で3敗したものの9勝7敗で、チーム創設13年目でプレーオフ初出場を果たした。ワイルドカードプレーオフでは敵地でフィラデルフィア・イーグルスに14-13で勝利した。ディビジョナルプレーオフでダラス・カウボーイズと対戦し相手エースQBのロジャー・ストーバックを負傷退場に追い込み試合終盤リードしたが控えQBダニー・ホワイトに逆転を許し20-27で敗れた。
1979年、9月2日のニューオーリンズ・セインツとの開幕戦で、新人RBのウィリアム・アンドリュースが167ヤードを走り、延長の末40-34で勝利した。彼はチーム記録となる1,023ヤードを走った。またQBバートコウスキーは自身初の2,000ヤードを超える2,505ヤードを投げた。しかしディフェンスが388失点を許し、6勝10敗に終わった。ヴァン・ノートがプロボウルに選ばれた。

### 1980年代
バートコウスキーは成長し、1980年、1981年と2年連続で30以上のタッチダウンパスを決めた7人のQBの1人となった。
1980年、バートコウスキーがそれぞれチーム記録となる3,544ヤード、31TDパス、ウィリアム・アンドリュースが1,308ヤードを走り、アルフレッド・ジェンキンスがレシーブで1,025ヤードを獲得、守備でもアル・リチャードソンが9試合連続でターンオーバーを奪うなど、合計42ターンオーバーをあげる活躍を見せ、チームは9連勝も記録、12勝4敗をあげてNFC西地区初優勝を果たした。アンドリュース、バートコウスキー、ジェンキンス、ヴァン・ノート、マイク・ケン、ジュニア・ミラーがプロボウルに選ばれた。プレーオフでダラス・カウボーイズと対戦、24-10とリードして第4Qを迎えたが、ダニー・ホワイトからドリュー・ピアソンへのタッチダウンなどで20点をあげられ27-30で敗れた。
1981年、チームは開幕から3連勝を果たしたが、サンフランシスコ・フォーティナイナーズ戦で3人の先発選手を負傷で失った。5点差以内で7敗し、7勝9敗に終わった。グリーンベイ・パッカーズ戦で第4QにNFL記録となる31得点をあげて17点差からの逆転を果たしている。プロボウルにチーム記録となる7人（マイク・ケン、バートコウスキー、ヴァン・ノート、ジェンキンス、アンドリュース、ジュニア・ミラー、R・C・ティールマン）が選ばれた。
1982年、ストライキで短縮されたシーズン、5勝4敗でプレーオフに進出したが、ロードでの試合となったプレーオフ1回戦、ミネソタ・バイキングズに24-30で敗れた。この試合を最後にリーマン・ベネットヘッドコーチは解任された。マイク・ケン、ティールマン、ヴァン・ノート、アンドリュースがプロボウルに選ばれた。
1983年、ダン・ヘニングが新ヘッドコーチに就任した。12月18日の試合でヴァン・ノートがファルコンズの選手として200試合出場を果たした。ウィリアム・アンドリューがチーム新の1,567ヤードを走り、バートコウスキーは3,167ヤードのパスを投げたが、389失点を許し、7勝9敗に終わった。
1984年、ウィリアム・アンドリューがシーズン開幕前、ひざに大怪我を負いキャリアを終えた。代わりに先発RBとなったジェラルド・リグズがニューオーリンズ・セインツとの開幕戦で202ヤードを走り、この年1,486ヤードを走り、13TDをあげた。382失点を許し、4勝12敗に終わった。
1985年、バートコウスキーがシーズンの大半を欠場、リグズはNFCトップの1,719ヤードを走りプロボウルに選ばれたがディフェンスが452失点を許し、4勝12敗に終わった。元ヘッドコーチのマリオン・キャンベルがディフェンスコーディネーターに就任している。
1986年、バートコウスキーを解雇し、デビッド・アーチャーがエースQBとなった。開幕から4連勝し、5勝1敗1分と好スタートを切ったが、残り試合で2勝しかあげられず7勝8敗1分に終わった。シーズン終了後、ヘニングヘッドコーチは解任され、かつてヘッドコーチを務めたマリオン・キャンベルが後任となった。この年、18シーズンを過ごしたジェフ・ヴァン・ノートが246試合出場の記録を残して現役を引退、彼の背番号57は永久欠番となった。ビル・フラリックとリグズがプロボウルに選ばれた。
1987年、クリス・ミラーを獲得した。12月6日、リグズがアンドリュースの記録を破りチームのオールタイムリーディングラッシャーとなった。この年チームは3勝12敗に終わった。パンターのリック・ドネリーが平均44.03ヤード、キックオフリターナーのシルベスター・スタンプスが27.5ヤードでそれぞれNFLトップの成績をあげた。プロボウルにフラリック、リグズが選ばれている。
1988年、5勝11敗に終わったが、その中でCBスコット・ケイスが10インターセプトをあげ、11月の月間最優秀守備選手に選ばれた。またジョン・セトルがドラフト外入団選手として初めて1000ヤードラッシャーとなった。フラリック、ケイス、セトルがプロボウルに選ばれた。
1989年、ドラフトでディオン・サンダースを獲得した。彼はロサンゼルス・ラムズとの開幕戦で68ヤードのパントリターンTDをあげ、同じ週にNFLでTD、MLBでホームランを打った最初の選手となった。3勝9敗となったところでキャンベルヘッドコーチを解任、ジム・ハニファンが指揮を執ったが残り4試合も全て敗れて3勝13敗に終わった。新人WRのショーン・コリンズがNFLのルーキー記録となる58回のレシーブを記録した。

### 1990年代
1990年、アグレッシブなディフェンスとハイパーオフェンスの構築を目指すジェリー・グランビルがヘッドコーチに就任した。エルビス・プレスリーを好んだ彼はサイドラインに黒い服装で立っただけでなく、チームヘルメットの色もそれまでの赤から黒に変更した。チームはドラフト全体1位指名権と引換にアンドレ・ライズン、クリス・ヒントンをインディアナポリス・コルツから獲得した。ミラーとライズンのホットラインは相手ディフェンスに脅威的なものとなった。この年5勝11敗に終わったがシンシナティ・ベンガルズとのサンデーナイトゲームで79ヤードのパントリターンTDをあげたディオン・サンダースはNFL有数の人気選手となった。アグレッシブなディフェンスは失敗することもあり、ジェリー・ライスへの5本を含む6本のタッチダウンパスをジョー・モンタナに決められた試合もあった。ジェシー・タグルがNFLトップの201タックル、ライズンがチーム記録となる82キャッチをあげてプロボウルに選ばれた。
1991年のドラフト2巡でブレット・ファーヴを獲得したがグランビルはファーヴを好まず、彼は4回のパスを投げただけで翌年、グリーンベイ・パッカーズのドラフト1巡目指名権とトレードされた。この年6連勝するなど、最後の11試合で8勝し、9シーズンぶりにプレーオフに出場、ニューオーリンズ・セインツをロードで破ったがワシントン・レッドスキンズに敗れた。ディオン・サンダースとティム・マッカイヤーがNFLトップの6インターセプトをあげ、プロボウルにはサンダース、ライズン、クリス・ミラー、ヒントンが選ばれた。

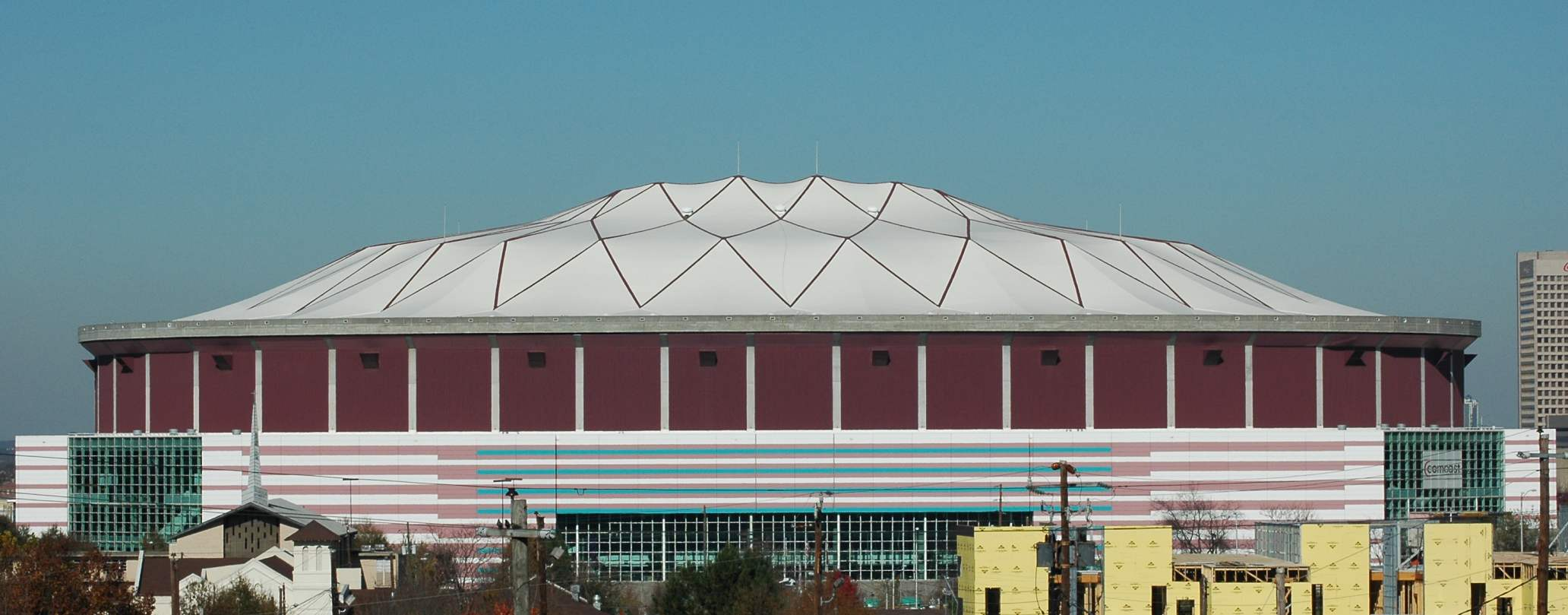
ジョージア・ドーム

1992年よりホームスタジアムをアトランタ・フルトン・カウンティ・スタジアムからジョージア・ドームに移した。この年MLBと二枚わらじを履くディオン・サンダースは、所属するアトランタ・ブレーブスがワールドシリーズに進出したこともあり、シーズン半ばまで欠場、ワールドシリーズが行われた日にもファルコンズの試合に出場したがチームは敗れた。オフェンスはNFLトップの33TDパス、ライズンはチーム記録となる93回のキャッチを記録、ライズンとマイケル・ヘインズのコンビはNFLトップの21TDをあげたが、ディフェンスが414失点を許し、チームは6勝10敗に終わった。ライズン、サンダース、タグル、スペシャルチームのエルバート・シェリーがプロボウルに選ばれた。
1993年、ライズンがチーム記録となる15TDをあげ、ボビー・エイビアはNFL3位で自己ベストの24TDパスを投げた。またキッカーのノーム・ジョンソンがFG27本中26本を成功（成功率96.3%）でそれぞれプロボウルに選ばれた。また3年目のエリック・ペグラムが1,185ヤードを走った。ディオン・サンダースが7インターセプトをあげたが、ディフェンスが385失点で6勝10敗、シーズン終了後グランビルヘッドコーチは辞任、ジューン・ジョーンズが後任となった。
1994年、フリーエージェントでディオン・サンダースを失った。インディアナポリス・コルツからジェフ・ジョージを獲得、ジョージは3,734ヤードを獲得、テランス・マチスとの間でチーム記録となる111本のパスを通した。この年14試合で先制、12試合をリードして第4Qを迎え、残り2分の段階でも11試合リードしていたものの7勝9敗でシーズンを終えた。マチス、タグル、シェリーがプロボウルに選ばれた。
1995年、シーズン前、ニューオーリンズ・セインツからフリーエージェントとなったモーテン・アンダーセンを獲得した。5勝2敗と好スタートを切ったが、続く8試合で5敗、最終週、前年のスーパーボウルチャンピオン、サンフランシスコ・フォーティナイナーズ戦で、この年4,143ヤードを投げたジョージが脳震盪を起こし退場した。しかし控えQBのボビー・エイビアが第4Qにテランス・マチスへのTDパスを決めて28-27で逆転勝ち、9勝7敗でプレーオフ出場を果たした。プレーオフではグリーンベイ・パッカーズに20-37で敗れた。この年
エリック・メトカーフ、テランス・マチス、バート・エマニュエル、クレイグ・ヘイワードの4人が1000ヤード以上を獲得した。
1996年、開幕から8連敗するなど、3勝13敗に終わった。シーズン終了後、ジョーンズヘッドコーチは解任された。ジャマール・アンダーソンが1000ヤードラッシャーとなっている。
1997年、それまでデンバー・ブロンコスを3度スーパーボウルに導いたダン・リーブスがヘッドコーチに就任した。開幕から8試合でわずか1勝しかできなかったが、選手がシステムを理解しだした後半8試合で6勝し、7勝9敗でシーズンを終えた。クリス・チャンドラーがNFL2位のQBレイティング95.1をマークし、自身初のプロボウルに選ばれた。またディフェンスはチャック・スミスが12サック、トラビス・ホールが10.5サックをあげるなど、リーグ2位の55サックをあげた。シーズン中の10月26日、ランキン・スミスオーナーが72歳で亡くなった。
1998年、開幕から6試合を5勝1敗、ニューヨーク・ジェッツに敗れたものの最後の9試合を全勝した。RBジャマール・アンダーソンの1,846ヤードを走る活躍、ディフェンスの44ターンオーバーを奪う活躍などで14勝2敗とチーム史上最高の成績をあげ、リーブスヘッドコーチは最優秀コーチに選ばれた。アンダーソンがタッチダウンをあげた後に見せるセレブレーションのダーティバードダンスは注目されるようになった。11月8日にはニューイングランド・ペイトリオッツを敵地で破り1982年以来続いていた寒冷地での11月・12月の試合の連敗記録を22で止めた。12月にはリーブスヘッドコーチが心臓のバイパス手術を受けるため一時チームを離れた。ディビジョナルプレーオフでサンフランシスコ・フォーティナイナーズを20-18で破り、NFCチャンピオンシップゲームで15勝1敗の成績をあげたバイキングズをオーバータイムの末、30-27で破り、初のスーパーボウル出場を果たした。第33回スーパーボウルはかつてリーブスが指導したジョン・エルウェイ、リーブスの下でアシスタントコーチを務めていたマイク・シャナハンのデンバー・ブロンコスとの対戦になった。スーパーボウル前夜、セイフティのユージン・ロビンソンが売春のおとり捜査にかかり逮捕され、19-34で敗れた。
チャンドラー、レイ・ブキャナン、ロビンソン、タグル、ボブ・ホイットフィールド、アンダーソンがプロボウルに選ばれた。
1999年、第34回スーパーボウルがアトランタで開催されることもあり、史上初の地元チーム出場に期待は高まった。第2週にジャマール・アンダーソンがひざにシーズン絶望となる大怪我をした。チームは開幕から4連敗、5勝11敗でシーズンを終えた。ピッツバーグ・スティーラーズとのマンデーナイトフットボールで、マチスが12キャッチ166ヤードを獲得する活躍を見せてチームの歴代リーディングレシーバーとなった。

### 2000年以降
2000年、開幕から3試合で2勝したが、その後12試合で11敗、4勝12敗でシーズンを終えた。5試合目にキース・ブルッキング、8試合目でタグルが負傷しシーズンを終えた。ジャマール・アンダーソンが前年の大怪我から復帰し、1,024ヤードを走っている。またモーテン・アンダーセンが開幕戦と最終週に5FGずつをあげてFG成功数と得点でチーム歴代1位となった。またマチスがアルフレッド・ジェンキンスを抜いてレシーブヤードでもチーム歴代1位となった。ドラフト7巡で獲得したダリック・ヴォーンがキックオフリターンでNFLトップの27.7ヤードをリターン、3TDをあげた。
2001年、サンディエゴ・チャージャーズとのトレードで、ドラフト1巡目全体5位の指名権とティム・ドワイトに代えて、ドラフト1巡目全体1位の指名権を獲得する。このドラフト権でQBマイケル・ヴィックを獲得した。ヴィックは1年目はクリス・チャンドラーと併用され、パスで785ヤード、ランで300ヤードを獲得した。2試合を残して7勝7敗とプレーオフ争いに残っていたが最後の2試合に敗れて7勝9敗で終えた。全16試合中11試合で10タックル以上をあげたキース・ブルッキングがプロボウルに選ばれた。パトリック・カーニーが12サックをあげた。

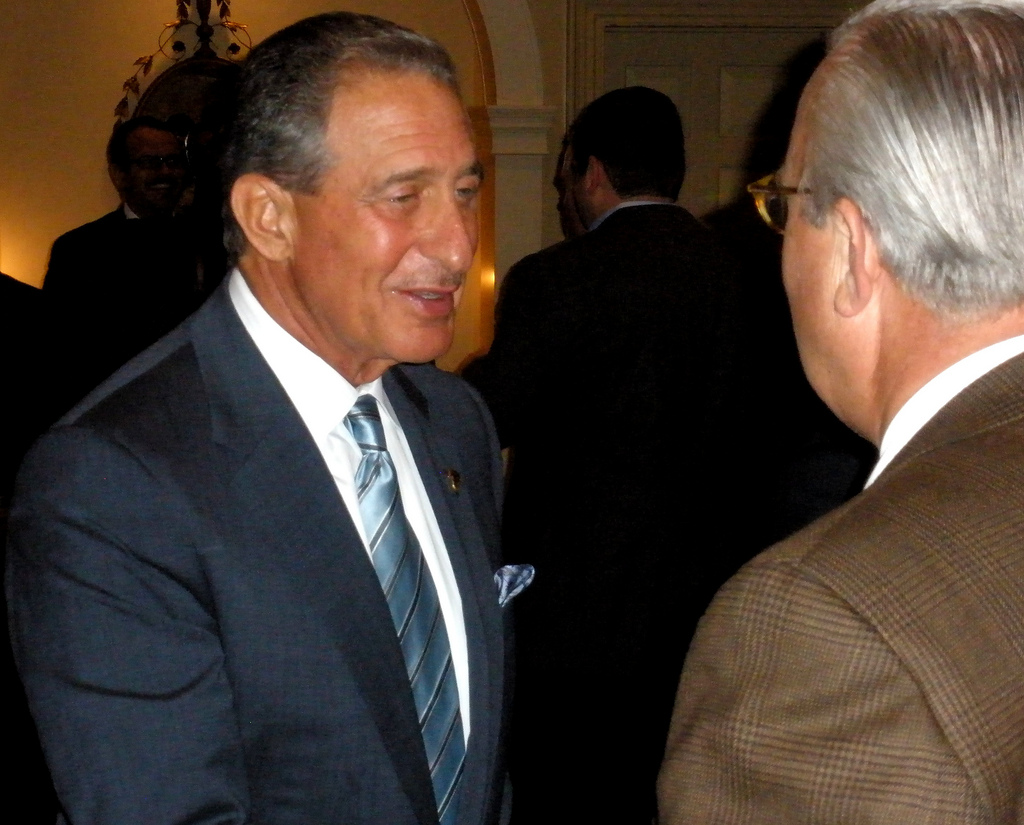
アーサー・ブランクオーナー（2009年）

2002年、2月にアーサー・ブランクが新オーナーとなった。チームは前年までタンパベイ・バッカニアーズに在籍したウォリック・ダンを獲得した。プレシーズンに14年間ファルコンズでプレーしたタグルが引退を表明した。この年ヴィックがエースQBに昇格した。開幕から4試合で1勝3敗と出遅れたが続く8試合で7勝1分の成績をあげた。ヴィックは12月1日のミネソタ・バイキングス戦でNFLとAFLが統合以後、QBとしてのラッシング記録を更新する173ヤードを走り30-24の勝利に貢献した。ラン攻撃が前年の16位から4位、ウェイド・フィリップスディフェンスコーディネーターが導入した3-4ディフェンスは、リーグ3位の24インターセプト、2位の39ターンオーバー、4位の47サックをあげた。チームはこの年、9勝6敗1分でプレーオフに出場、敵地ランボーフィールドでグリーンベイ・パッカーズを27-7で破ったがフィラデルフィア・イーグルスに6-20で敗れた。ブルッキングが自己ベストの212タックルをあげて2年連続プロボウルに選ばれた。
2003年、シーズン前にエースQBマイケル・ヴィックが足を負傷したためチームは苦戦し、第2週から7連敗した。ヴィックは11試合目でようやく復帰した。ヘッドコーチのダン・リーブスはこの年キャリア200勝を果たしたが、シーズン残り3試合となった12月10日に解任され、後任にはディフェンシブコーディネータのウェイド・フィリップスが就任、12月15日にリッチ・マッケイがGMに就任した。5勝11敗でシーズンを終えた。ブルッキングとアルジ・クランプラーがプロボウルに選ばれた。

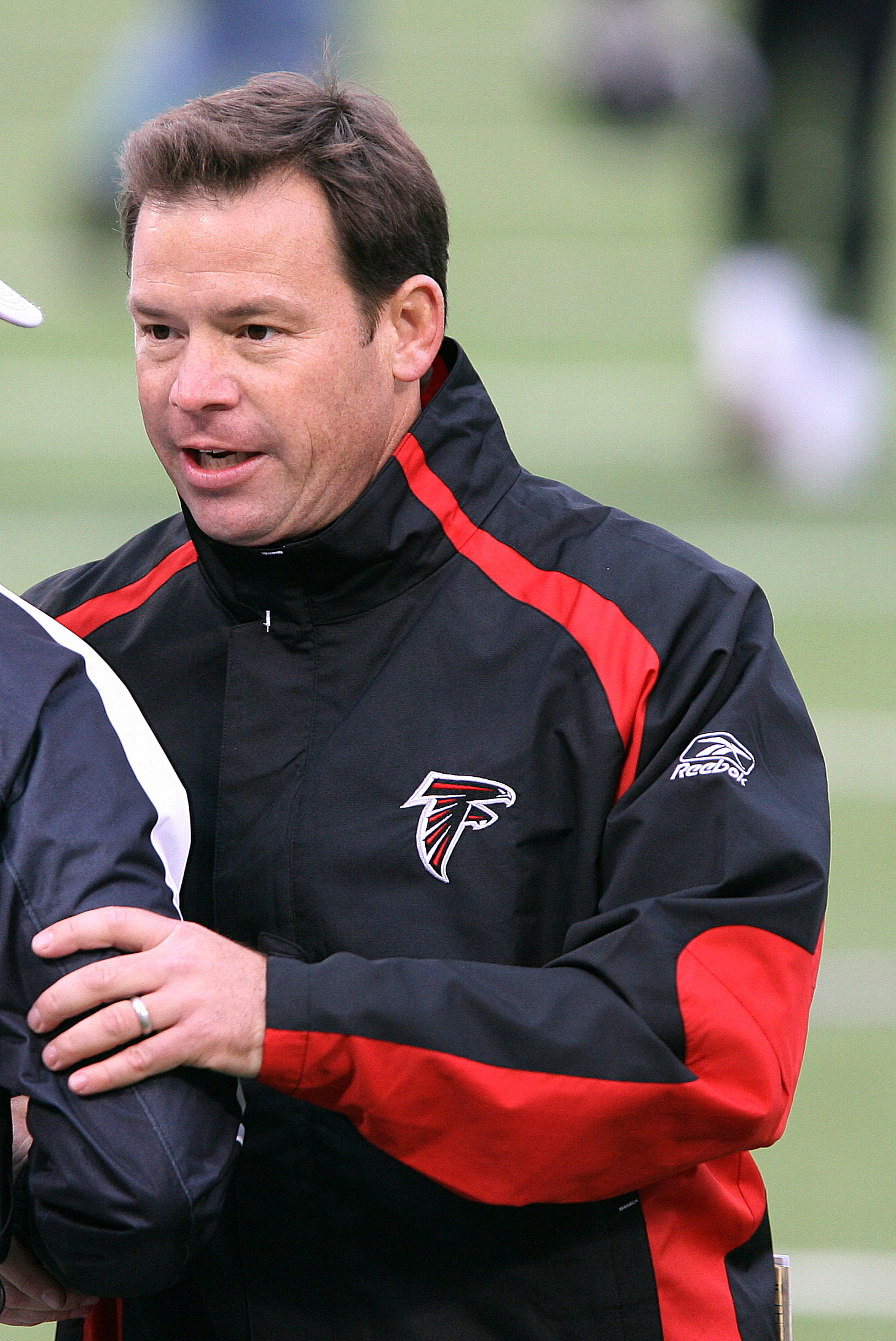
ジム・モーラヘッドコーチ（2006年11月19日）

2004年1月9日、ジム・L・モーラがヘッドコーチに就任した。QBマイケル・ヴィックが怪我から回復、開幕から4連勝、第14週のオークランド・レイダース戦でT・J・ダケットの4TDランで35-10と勝利するなど、11勝5敗でNFC南地区優勝を果たした。ラン攻撃2,672ヤード、48サックはそれぞれNFLトップの成績であった。ディビジョナル・プレーオフでセントルイス・ラムズ戦でNFLのプレーオフ記録となる327ヤードのラン攻撃などで47-17と勝利し、NFCチャンピオンシップゲームに進んだが、フィラデルフィア・イーグルスに10-27で敗れた。ヴィック、クランプラー、ブルッキング、パトリック・カーニー、アレン・ロッサムがプロボウルに選ばれた。
2005年、シーズン開幕から8試合で6勝2敗の成績を収めたが、残り8試合で2勝しかできず8勝8敗でプレーオフを逃した。ヴィックはパスで2,412ヤード、15TD、13INT、ウォリック・ダンが1,416ヤードを走りチームのラン攻撃は2,546ヤードで2年連続NFLトップであった。またクランプラーが自己ベストの65回、877ヤードをレシーブで稼いだ。ダン、クランプラー、ヴィック、ブルッキング、ロッド・コールマン、ディアンジェロ・ホールがプロボウルに選ばれた。

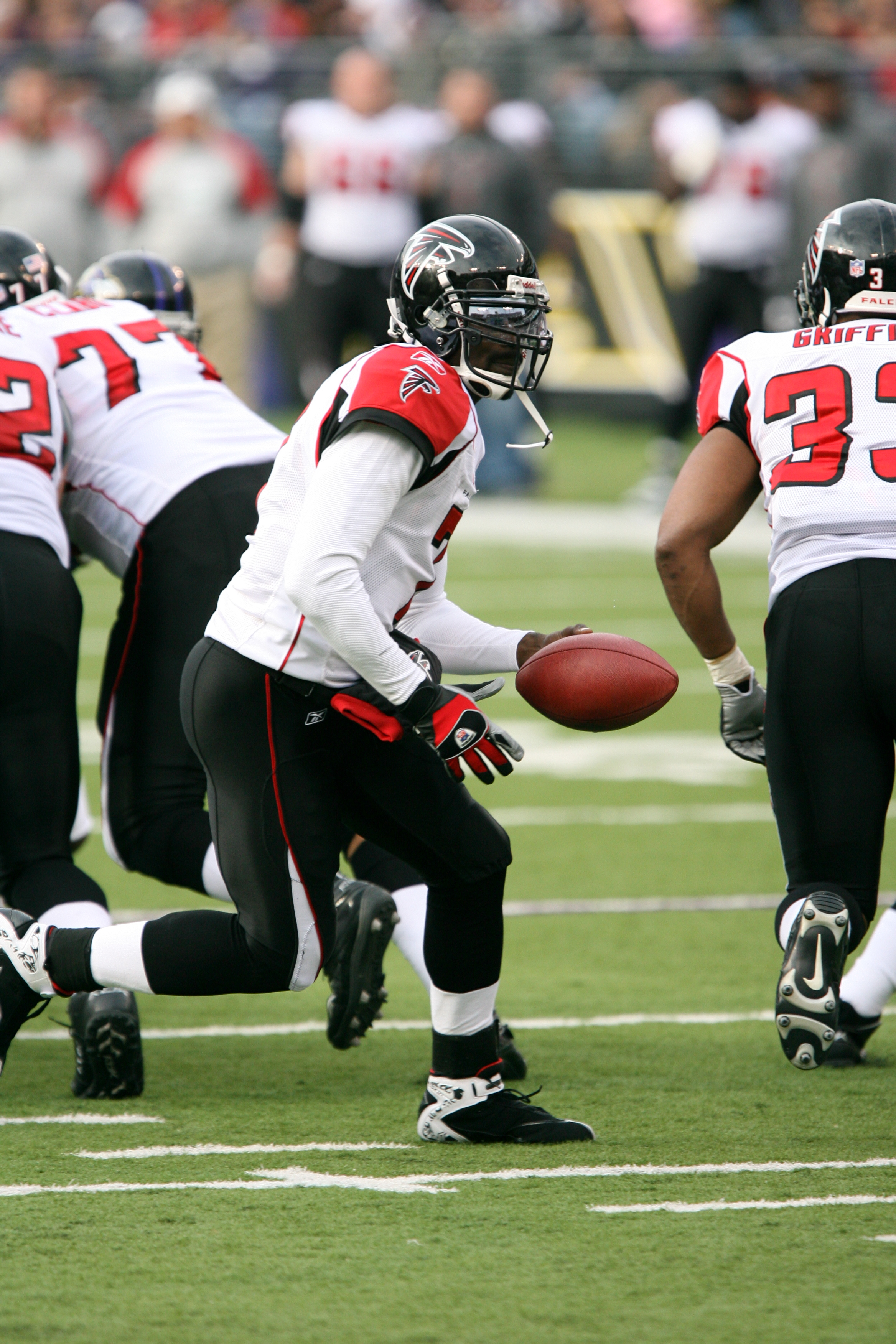
ボールをハンドオフするマイケル・ヴィック

2006年、前年のスーパーボウルチャンピオンのピッツバーグ・スティーラーズにヴィックが4TDパスを投げてオーバータイムの末、41-38で勝利した。5勝2敗と好スタートを切ったが、その後4連敗を喫した。ダラス・カウボーイズ戦でヴィックが再び4TDパスを投げるとともにモーテン・アンダーセンがNFL史上最多得点をあげた選手となった。この年チームは7勝9敗に終わりシーズン終了後、ジム・L・モーラヘッドコーチは解任された。この年もラン攻撃は2,939ヤードを獲得し、3年連続でNFLトップの数字を残した。クランプラーとディアンジェロ・ホールがプロボウルに選ばれた。
2007年1月、ルイビル大学のヘッドコーチ、ボビー・ペトリーノが新ヘッドコーチに就任した。3月に控えQBのマット・ショーブがヒューストン・テキサンズへトレードされた。4月、ヴィックが違法である闘犬に関与していた疑いから家宅捜索を受け、その後NFLから無期限出場停止を命じられた。10月9日、チームは調停人を通じて2000万ドルの返還をヴィックに命じた。ヴィックに禁固1年11ヶ月の判決が出た12月10日のニューオーリンズ・セインツ戦でヴィックを支援するためNFLのユニフォーム規定違反をアルジ・クランプラー、ディアンジェロ・ホール、クリス・ヒューストン、ロディ・ホワイト、ジョー・ホーンの5選手が犯し罰金処分がなされた。チームは1勝6敗と出遅れ、12月11日、ペトリーノヘッドコーチが3試合を残して辞任、最後の3試合はエミット・トーマスが指揮した。この年4勝12敗でシーズンを終えた。この年16人が故障者リスト入りしている。

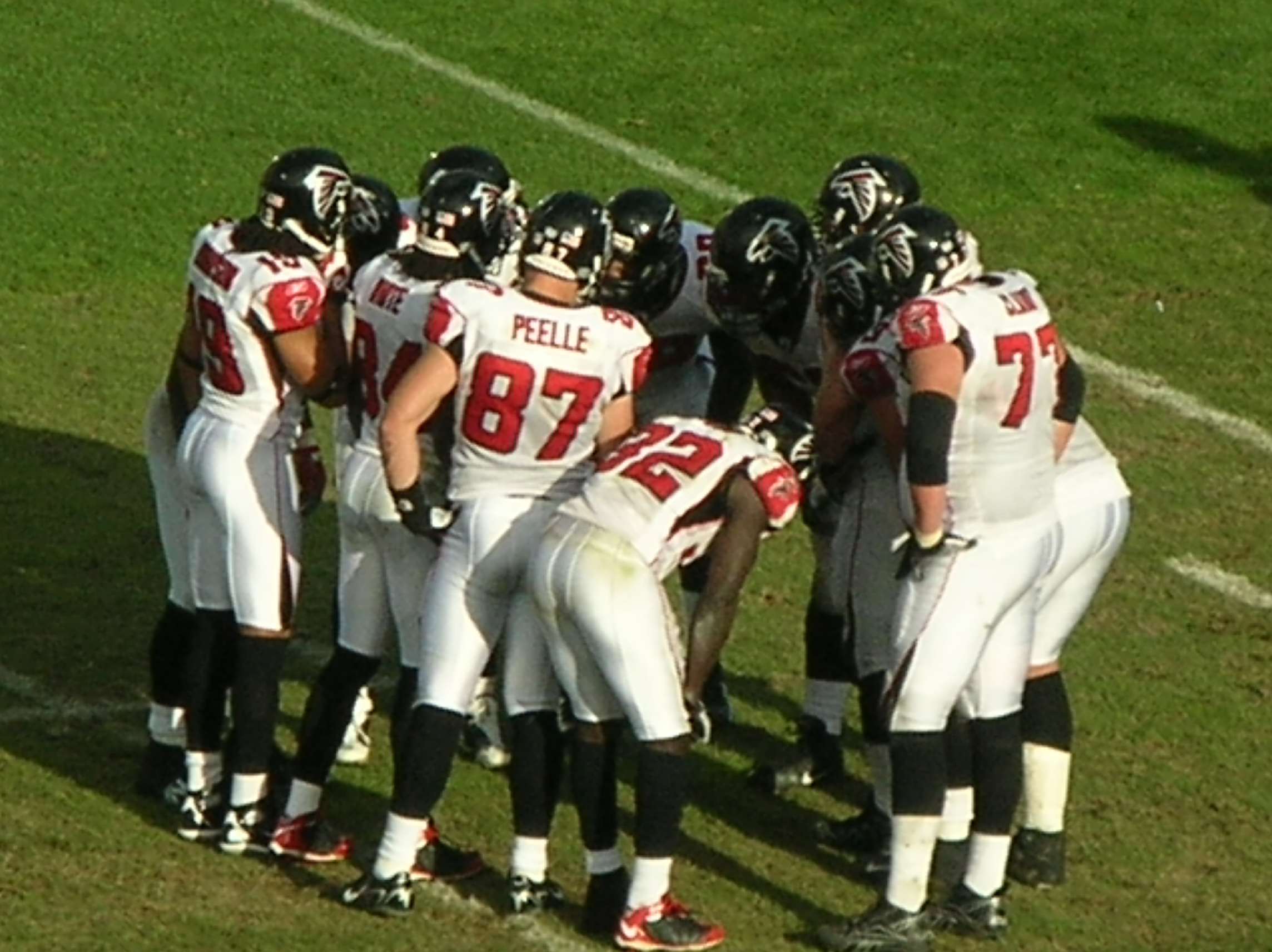
ハドルを組むファルコンズの選手たち

2008年、マイク・スミスがヘッドコーチに就任した。2月4日、ミネアポリス連邦地裁でヴィックに払った3700万ドルのボーナスのうち、2000万ドルを回収できるとした決定を覆す判決が出された。3月、サンディエゴ・チャージャーズの控えRBマイケル・ターナーを獲得、ウォリック・ダンを放出した。ドラフトでは全体3位でマット・ライアンを獲得した。ライアンは開幕からエースQBとなり、開幕戦のデトロイト・ライオンズ戦では、マイケル・ターナーがチーム記録となる220ヤードを走る活躍を見せて34-21で勝利した。第12週のカロライナ・パンサーズ戦でマイケル・ターナーが4TDをあげる活躍を見せ、45-28で勝利した。チームは11勝5敗でワイルドカードながら4年ぶりにプレーオフに出場したが、アリゾナ・カージナルスに24-30で敗れてシーズンを終えた。この年スミスヘッドコーチはAP通信よりコーチ・オブ・ザ・イヤーに、3,440ヤード、16TDをあげたライアンもNFL最優秀新人攻撃選手に選ばれた。またNFL2位の1,699ヤードを走ったマイケル・ターナーと、レシーブでチーム記録となる1,382ヤードを獲得したロディ・ホワイトがプロボウルに選ばれた。
2009年、スーパーボウルリング獲得を熱望するトニー・ゴンザレスをカンザスシティ・チーフスから獲得した。5月20日に仮釈放されていたマイケル・ヴィックとの契約を6月に解除した。4勝1敗と好スタートを切ったがマイケル・ターナーがひざの故障で5試合に欠場、復帰後もあまり活躍できず、9勝7敗とチーム創設以来初の2年連続勝ち越しを果たしたが、プレーオフを逃した。

### 2010年以降

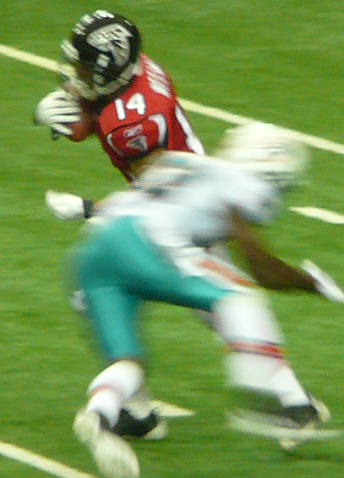
エリック・ウィームス

2010年、開幕戦でピッツバーグ・スティーラーズに敗れたがその後4連勝、フィラデルフィア・イーグルスに敗れて連勝は止まったが、次の試合から8連勝を記録、13勝3敗で地区優勝し、NFC第1シードを獲得したディビジョナルプレーオフでグリーンベイ・パッカーズに21-48で敗れてシーズンを終えた。ライアンはこの年自己ベストの3,705ヤード、28TDをあげた。またロディ・ホワイトがチーム記録となる115回のキャッチで1,389ヤードを獲得した。マイケル・ターナーはNFCトップの1,371ヤードを走り12TDをあげている。トニー・ゴンザレスはタイトエンドとして初めて1000キャッチを記録した選手となった。この年ジョン・エイブラハム、トニー・ゴンザレス、オヴィー・ムヘリ、マット・ライアン、マイケル・ターナー、エリック・ウィームス、ロディ・ホワイト、タイソン・クラボ、ブレント・グリムスの9名がプロボウルに選ばれた。
2011年、10勝6敗でワイルドカードでプレーオフ出場を果たした。ワイルドカードプレーオフでは第4ダウン1ヤードからのマット・ライアンのQBスニークを2度とも阻止されるなど、ニューヨーク・ジャイアンツ守備陣に苦しめられ、守備陣がセイフティであげた2得点に終わり、2-24と完敗した。シーズン終了後、オフェンスコーディネーターのマイク・ムラーキーが退団し、ジャクソンビル・ジャガーズのヘッドコーチに就任、後任にジャガーズで同職を務めていたダーク・コッターが就任した。
2012年は開幕から8連勝し、ニューオーリンズ・セインツに敗れて連勝は止まったものの、その試合でトニー・ゴンザレスがTEとしてNFL史上初めて100TDを達成した。チームは13勝3敗でNFC第1シードでプレーオフを迎えた。ディビジョナルプレーオフのシアトル・シーホークス戦では試合時間残り31秒で27-28と逆転されたが、その後決勝FGが決まり30-28で勝利した。カンファレンス決勝ではサンフランシスコ・フォーティーナイナーズに一時17-0とリードしながら、24-28で敗れた。その後3シーズンはプレーオフに出場できなかった。
2013年、4勝12敗に終わった。この年、トニー・ゴンザレスが現役を引退した。HCのマイク・スミスは初めて負け越しのシーズンとなった。
2014年、6勝10敗でプレーオフを逃し、シーズン後にHCのマイク・スミスは更迭され、シアトル・シーホークスのディフェンスコーディネーターのダン・クインが後任となった。
2015年は、スタジアム内でクラウドノイズを人工的に作り出した疑いでリーグの調査が入り、2016年のドラフト権の一部を失い罰金を課せられた。ダン・クインHC最初の年は開幕から5連勝を飾り上々のスタートを切った。第16週には開幕から14連勝を続けていたカロライナ・パンサーズに初黒星をつけたが8勝8敗に終わりプレーオフを逃した。この年フリオ・ジョーンズは1871ヤードのパスキャッチを記録した。
2016年はメルセデス・ベンツ・スタジアム移転を控えてジョージア・ドーム最後のシーズンとなった。オフシーズンに長年活躍してきたロディ・ホワイトとの契約を更新しなかった。ドラフトでは、技術はどうでもいいからスピードとフィジカルの強い選手を探してほしいというダン・クインヘッドコーチの要望に応える形で進められ、SSキアヌ・ニール（1巡）、DBディオン・ジョーンズ（2巡）、DBデボンドレ・キャンベル（4巡）の守備選手を補強。3巡ではTEオースティン・フーパーを指名した。これらの指名によりファルコンズの守備にスピードとフィジカルが加わり、守備陣は一気に若返った。またオフェンスではクリーブランド・ブラウンズよりCアレックス・マック、シンシナティ・ベンガルズからWRモハメド・サヌーを獲得、開幕直前にはベンガルズと契約に至らなかったWRテイラー・ゲイブリエルを加え開幕戦へと臨んだ。開幕戦では地元でタンパベイ・バッカニアーズに24-31で敗戦。大事なところでフォルススタートなどの反則で攻撃のリズムが狂うが、2年目の第2RBテヴィン・コールマンが前年のファンブル癖を克服しパスキャッチ力の進歩を証明して見せた。2戦目、アウェーでオークランド・レイダースと対戦、WRフリオ・ジョーンズなどの活躍で35-28で勝利を掴む。しかしまだ若手主体の守備陣はミスタックルなどが多く、攻撃陣のお陰で勝てたという状態だった。3戦目、マンデーナイトでニューオーリンズ・セインツと戦った。ゲームは両QBの投げ合いとなるが終始先手を取ったファルコンズがセインツの反撃をかわして逃げ切った。このゲームではWRフリオ・ジョーンズが怪我のため練習できず試合に臨んだためパス7回中1回のキャッチにとどまった。しかしQBライアンはパスを8人の選手に投げ分け前年とは違うことを証明してみせた。またプレシーズンで怪我をしていたSSキアヌ・ニールのデビュー戦でもあった。第4戦、カロライナに乗り込み、QBマット・ライアンがパス503ヤード、WRフリオ・ジョーンズがレシーブ300ヤードという記録を打ち立てる。同じ試合でパス500ヤードとレシーブ300ヤードというのはNFL史上初の快挙であった。第5戦、前年度スーパーボウル優勝のデンバー・ブロンコスに23-16で勝利した。攻撃ではRBテヴィン・コールマンがラン31ヤード、レシーブ136ヤードと活躍、守備では前年のドラフト1位のOLBヴィック・ビーズリーが3.5サック、3.5ファンブルフォースと大活躍した。この勝利によって前年スーパーボウルに出場した両チームに勝つということとなり評価を上げた。第6戦、シアトル・シーホークス戦では試合終了間際にQBライアンがWRフリオ・ジョーンズに投げたパスに対するリチャード・シャーマンのパスインターフェアがコールされず、24-26で敗れた。このことは各マスコミがこぞって取り上げ問題となった。またダン・クインHCも正式にNFLに抗議すると宣言した。第7戦、ジョージアドームに戻りサンディエゴ・チャージャーズ相手に30-33で敗れた。この敗戦により、5連勝から成績を落とした前年のことが取り上げられ評価を落とした。第8戦、グリーンベイ・パッカーズに33－32で競り勝つ。両QBともレーティング120以上の投げ合いとなるが、最後にWRモハメド・サヌーへのTDパスが通り逆転勝利した。第9戦、バッカニアーズに勝利したが、CBデズモンド・トゥルファントが怪我によりシーズン絶望となった。第10戦、フィラデルフィア・イーグルスには15-24で完敗。第11戦、アリゾナ・カージナルスには大勝した。第12戦、守備重視のカンザスシティ・チーフスとの対戦では、相手のパントフェイクなどの奇襲に対処できず、守備陣の若さが露呈。逆転TD後、点差を広げておくための2点コンバージョンのパスがインターセプトTDされ28-29で敗れた。続く第13戦、14戦では低迷するロサンゼルス・ラムズ、サンフランシスコ・フォーティナイナーズを42－14、41－13と下した。この2試合にWRフリオ・ジョーンズはつま先の怪我により不出場。第15、16戦では同地区のカロライナ・パンサーズとニューオーリンズ・セインツを33-16、38-32と下しレギュラーシーズンを11勝5敗の成績としNFC第2シードを獲得しプレイオフに挑んだ。
ディビジョナルプレーオフ、シアトル・シーホークスを迎え、36－20で勝利。第2Qに19点をあげたファルコンズは後半に入ると守備陣が覚醒しブリッツ多用などによりシーホークスオフェンスを機能させなかった。続くNFCチャンピオンシップでは、第1シードのダラス・カウボーイズを倒したグリーンベイ・パッカーズを迎え44－21で退けた。この試合では攻撃機会8回中6回でTDを奪う猛攻であった。守備陣も前半のパッカーズの攻撃を無得点に抑え、18年ぶり2回目のスーパーボウル出場を果たした。
ペイトリオッツとの第51回スーパーボウルでは、第3Q途中まで28-3とリードを広げたが、終盤に追いつかれ28-28のままスーパーボウル史上初の延長戦へと突入した。コイントスに勝ったペイトリオッツが初めの攻撃機会でTDを決め28-34で敗戦。QBマット・ライアンはシーズンMVPと最優秀攻撃選手を受賞し、オールプロとプロボウルに選出、OLBヴィック・ビーズリーはサック王となりオールプロとプロボウルに選出。またWRフリオ・ジョーンズはリーグで唯一１試合平均100ヤード以上のレシーブを達成しオールプロとプロボウルに選出、その他RBデボンテ・フリーマン、Kマット・ブライアント、Cアレックス・マックがプロボウルに選出された。
2017年は最終戦に勝ち、辛くもワイルドカードでプレーオフ進出を果たした。初戦はロサンゼルス・ラムズを破ったが、次戦では第1シードのフィラデルフィア・イーグルスに敗れた。
2018年、2019年と連続してプレーオフを逃した。

### 2020年以降
2020年は0勝5敗のスタートとなり、2020年10月11日にはHCのクインとGMのディミトロフが解雇された。地区最下位となって3年続いてプレーオフを逃した。HC後任にはタイタンズOCのアーサー・スミスが起用された。GM後任にはセインツのアシスタントGMだったテリー・フォンテノーが就任した。
2021年6月にはWRフリオ・ジョーンズをテネシー・タイタンズにトレードした。4年連続でプレーオフを逃した。2022年3月21日、QBライアンをインディアナポリス・コルツにトレードし、代償として2022年のNFLドラフト3巡目指名権を得た。QBマーカス・マリオタと2年契約を結んだ。
2022年は負け越し、プレーオフ出場はならなかった。シーズン後、マリオタを放出した。
2023年シーズンは負け越すも、最終週までプレーオフの可能性を残しながら逃した。直後にHCのアーサー・スミスが解任された。ロサンゼルス・ラムズのDCラヒーム・モリスが就任した。
2024年シーズンは、ミネソタ・バイキングスから移籍したQBカーク・カズンズと4年間の契約を結び、先発に据えた。序盤はカズンズがNFC週間最優秀攻撃選手賞を2度獲得する活躍もあり、6勝3敗で折り返したが、以降カズンズが一転不調に陥り連敗を重ね、第14週でバッカニアーズに地区首位を明け渡した。第16週からはカズンズに代わりルーキーのマイケル・ペニックス・ジュニアが先発QBとなるも、最終週で地区2位が確定、プレーオフ進出を逃した。

## 文化

### マスコット

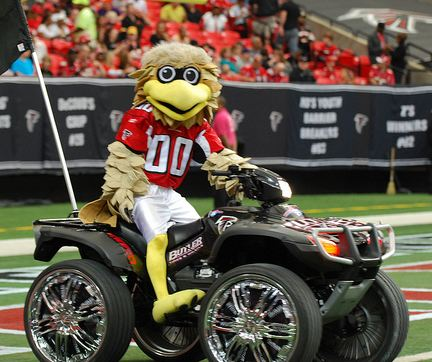
フレディ・ファルコン

チームの公式マスコットは、1972年に登場したハヤブサのフレディ・ファルコン（Frederick "Freddie" Falcon）である。

### チアリーダー
公式チアリーダーとして、アトランタ・ファルコンズ・チアリーダーズ（Atlanta Falcons Cheerleaders）が活動している。大石理絵が2012年から2015年まで在籍していた。

## 2025年シーズン
|      | AFC            | AFC        | AFC            | AFC            | NFC          | NFC            | NFC          | NFC          |
| 前年 | 西地区         | 南地区     | 北地区         | 東地区         | 西地区       | 南地区         | 北地区       | 東地区       |
| ---- | -------------- | ---------- | -------------- | -------------- | ------------ | -------------- | ------------ | ------------ |
| 1位  | チーフス       | テキサンズ | レイブンズ     | ビルズ         | ラムズ       | バッカニアーズ | ライオンズ   | イーグルス   |
| 2位  | チャージャーズ | コルツ     | スティーラーズ | ドルフィンズ   | シーホークス | ファルコンズ   | バイキングス | コマンダース |
| 3位  | ブロンコス     | ジャガーズ | ベンガルズ     | ジェッツ       | カージナルス | パンサーズ     | パッカーズ   | カウボーイズ |
| 4位  | レイダース     | タイタンズ | ブラウンズ     | ペイトリオッツ | 49ers        | セインツ       | ベアーズ     | ジャイアンツ |

 ：1度対戦　 ：2度対戦
| 年   | 成績               | NFC  | 地区 | 勝 | 敗 | 分 | 率   | Div | Con  | 平均得点 | 平均失点 |
| ---- | ------------------ | ---- | ---- | -- | -- | -- | ---- | --- | ---- | -------- | -------- |
| 2025 |                    |      |      | 0  | 0  | 0  | –    | -   | -    |          |          |
| 2024 | レギュラー敗退     | 9位  | 2位  | 8  | 9  | 0  | .471 | 4-2 | 7-5  | 22.9     | 24.9     |
| 2023 | レギュラー敗退     | 12位 | 3位  | 7  | 10 | 0  | .412 | 3–3 | 4–8  | 18.9     | 21.9     |
| 2022 | レギュラー敗退     | 13位 | 4位  | 7  | 10 | 0  | .412 | 2-4 | 6-6  | 21.5     | 22.7     |
| 2021 | レギュラー敗退     | 12位 | 3位  | 7  | 10 | 0  | .412 | 2-4 | 4-8  | 18.4     | 27.0     |
| 2020 | レギュラー敗退     | 16位 | 4位  | 4  | 12 | 0  | .250 | 1-5 | 2-10 | 24.8     | 25.9     |
| 2019 | レギュラー敗退     | 10位 | 2位  | 7  | 9  | 0  | .438 | 4-2 | 6-6  | 23.8     | 24.9     |
| 2018 | レギュラー敗退     | 8位  | 2位  | 7  | 9  | 0  | .438 | 4–2 | 7–5  | 25.9     | 26.4     |
| 2017 | ディビジョナル敗退 | 6位  | 3位  | 10 | 6  | 0  | .625 | 4-2 | 9-3  | 22.1     | 19.7     |
| 2016 | NFC優勝/SB敗戦     | 2位  | 優勝 | 11 | 5  | 0  | .688 | 5-1 | 9-3  | 33.8     | 25.4     |
| 2015 | レギュラー敗退     | 7位  | 2位  | 8  | 8  | 0  | .500 | 1-5 | 5-7  | 21.2     | 21.6     |
| 2014 | レギュラー敗退     | 12位 | 3位  | 6  | 10 | 0  | .375 | 5-1 | 6-6  | 23.8     | 26.1     |
| 2013 | レギュラー敗退     | 14位 | 3位  | 4  | 12 | 0  | .250 | 1-5 | 3-9  | 22.1     | 27.7     |
| 2012 | NFC決勝敗退        | 1位  | 優勝 | 13 | 3  | 0  | .813 | 3-3 | 9-3  | 26.2     | 18.7     |
| 2011 | ワイルドカード敗退 | 5位  | 2位  | 10 | 6  | 0  | .625 | 3-3 | 7-5  | 25.1     | 21.9     |
| 2010 | ディビジョナル敗退 | 1位  | 優勝 | 13 | 3  | 0  | .813 | 5-1 | 10-2 | 25.9     | 18.0     |
| 2009 | レギュラー敗退     | 7位  | 2位  | 9  | 7  | 0  | .563 | 3-3 | 6-6  | 22.7     | 20.3     |
| 2008 | ワイルドカード敗退 | 5位  | 2位  | 11 | 5  | 0  | .688 | 3-3 | 8-4  | 24.4     | 20.3     |
| 2007 | レギュラー敗退     | 15位 | 4位  | 4  | 12 | 0  | .250 | 1-5 | 3-9  | 16.2     | 25.9     |
| 2006 | レギュラー敗退     | 11位 | 3位  | 7  | 9  | 0  | .438 | 3-3 | 5-7  | 18.3     | 20.5     |
| 2005 | レギュラー敗退     | 9位  | 3位  | 8  | 8  | 0  | .500 | 2-4 | 5-7  | 21.9     | 21.3     |

### 2024年シーズン成績
| (3)タンパベイ・バッカニアーズ | 10 | 7  | 0 | .588 | 4-2 | 8-4 | 502 | 385 | 29.5 | 22.6 | .502 | .465 |
| アトランタ・ファルコンズ      | 8  | 9  | 0 | .471 | 4-2 | 7-5 | 389 | 423 | 22.9 | 24.9 | .519 | .426 |
| カロライナ・パンサーズ        | 5  | 12 | 0 | .294 | 2-4 | 4-8 | 341 | 534 | 20.1 | 31.4 | .498 | .329 |
| ニューオーリンズ・セインツ    | 5  | 12 | 0 | .294 | 2-4 | 4-8 | 338 | 398 | 19.9 | 23.4 | .505 | .306 |

| NFC 2024       | NFC 2024                     | NFC 2024 | NFC 2024 | NFC 2024 | NFC 2024 | NFC 2024 | NFC 2024 | NFC 2024 | NFC 2024 | NFC 2024 |
| 順 位          | チーム                       | 地 区    | 勝       | 敗       | 分       | 勝率     | DIV      | CON      | SOS      | SOV      |
| 地区優勝       | 地区優勝                     | 地区優勝 | 地区優勝 | 地区優勝 | 地区優勝 | 地区優勝 | 地区優勝 | 地区優勝 | 地区優勝 | 地区優勝 |
| -------------- | ---------------------------- | -------- | -------- | -------- | -------- | -------- | -------- | -------- | -------- | -------- |
| 1              | デトロイト・ライオンズ       | 北       | 15       | 2        | 0        | .882     | 6-0      | 11-1     | .516     | .494     |
| 2              | フィラデルフィア・イーグルス | 東       | 14       | 3        | 0        | .824     | 5-1      | 9-3      | .453     | .424     |
| 3              | タンパベイ・バッカニアーズ   | 南       | 10       | 7        | 0        | .588     | 4-2      | 8-4      | .502     | .465     |
| 4              | ロサンゼルス・ラムズ         | 西       | 10       | 7        | 0        | .588     | 4-2      | 6-6      | .505     | .441     |
| ワイルドカード |                              |          |          |          |          |          |          |          |          |          |
| 5              | ミネソタ・バイキングス       | 北       | 14       | 3        | 0        | .824     | 4-2      | 9-3      | .474     | .408     |
| 6              | ワシントン・コマンダース     | 東       | 12       | 5        | 0        | .706     | 4-2      | 9-3      | .436     | .358     |
| 7              | グリーンベイ・パッカーズ     | 北       | 11       | 6        | 0        | .647     | 1-5      | 6-6      | .533     | .412     |
|                |                              |          |          |          |          |          |          |          |          |          |
| 8              | シアトル・シーホークス       | 西       | 10       | 7        | 0        | .588     | 4-2      | 6-6      | .498     | .424     |
| 9              | アトランタ・ファルコンズ     | 南       | 8        | 9        | 0        | .471     | 4-2      | 7-5      | .519     | .426     |
| 10             | アリゾナ・カージナルス       | 西       | 8        | 9        | 0        | .471     | 3-3      | 4-8      | .536     | .404     |
| 11             | ダラス・カウボーイズ         | 東       | 7        | 10       | 0        | .412     | 3-3      | 5-7      | .522     | .387     |
| 12             | サンフランシスコ・49ers      | 西       | 6        | 11       | 0        | .353     | 1-5      | 4-8      | .564     | .402     |
| 13             | シカゴ・ベアーズ             | 北       | 5        | 12       | 0        | .294     | 1-5      | 3-9      | .554     | .388     |
| 14             | カロライナ・パンサーズ       | 南       | 5        | 12       | 0        | .294     | 2-4      | 4-8      | .498     | .329     |
| 15             | ニューオーリンズ・セインツ   | 南       | 5        | 12       | 0        | .294     | 2-4      | 4-8      | .505     | .306     |
| 16             | ニューヨーク・ジャイアンツ   | 東       | 3        | 14       | 0        | .176     | 0-6      | 1-11     | .554     | .412     |
| タイブレーク   |                              |          |          |          |          |          |          |          |          |          |
| 1. 2. 3. 4. 5. |                              |          |          |          |          |          |          |          |          |          |

|  |                                                      |                                                      |                                                      |                                                |                                  |                                  |                                  |                                |          |    |                                  |                                  |                                  |  |  |                                   |                                   |                                   |
|  | ワイルドカード・プレーオフ                           | ワイルドカード・プレーオフ                           | ワイルドカード・プレーオフ                           |                                                |                                  | ディビジョナル・プレーオフ       | ディビジョナル・プレーオフ       | ディビジョナル・プレーオフ     |          |    |                                  |                                  |                                  |  |  |                                   |                                   |                                   |
|  | 2025年1月11日 M&Tバンク・スタジアム                  | 2025年1月11日 M&Tバンク・スタジアム                  | 2025年1月11日 M&Tバンク・スタジアム                  |                                                |                                  | 1月19日 ハイマーク・スタジアム   | 1月19日 ハイマーク・スタジアム   | 1月19日 ハイマーク・スタジアム |          |    | 1月26日 アローヘッド・スタジアム | 1月26日 アローヘッド・スタジアム | 1月26日 アローヘッド・スタジアム |  |  | 2月9日 シーザーズ・スーパードーム | 2月9日 シーザーズ・スーパードーム | 2月9日 シーザーズ・スーパードーム |
|  | 6                                                    | スティーラーズ                                       | 14                                                   |                                                |                                  | 1月19日 ハイマーク・スタジアム   | 1月19日 ハイマーク・スタジアム   | 1月19日 ハイマーク・スタジアム |          |    | 1月26日 アローヘッド・スタジアム | 1月26日 アローヘッド・スタジアム | 1月26日 アローヘッド・スタジアム |  |  | 2月9日 シーザーズ・スーパードーム | 2月9日 シーザーズ・スーパードーム | 2月9日 シーザーズ・スーパードーム |
|  | 6                                                    | スティーラーズ                                       | 14                                                   |                                                |                                  | 1月19日 ハイマーク・スタジアム   | 1月19日 ハイマーク・スタジアム   | 1月19日 ハイマーク・スタジアム |          |    | 1月26日 アローヘッド・スタジアム | 1月26日 アローヘッド・スタジアム | 1月26日 アローヘッド・スタジアム |  |  | 2月9日 シーザーズ・スーパードーム | 2月9日 シーザーズ・スーパードーム | 2月9日 シーザーズ・スーパードーム |
|  | 3                                                    | レイブンズ                                           | 28                                                   |                                                |                                  | 1月19日 ハイマーク・スタジアム   | 1月19日 ハイマーク・スタジアム   | 1月19日 ハイマーク・スタジアム |          |    | 1月26日 アローヘッド・スタジアム | 1月26日 アローヘッド・スタジアム | 1月26日 アローヘッド・スタジアム |  |  | 2月9日 シーザーズ・スーパードーム | 2月9日 シーザーズ・スーパードーム | 2月9日 シーザーズ・スーパードーム |
|  | 3                                                    | レイブンズ                                           | 28                                                   |                                                |                                  | 1月19日 ハイマーク・スタジアム   | 1月19日 ハイマーク・スタジアム   | 1月19日 ハイマーク・スタジアム |          |    | 1月26日 アローヘッド・スタジアム | 1月26日 アローヘッド・スタジアム | 1月26日 アローヘッド・スタジアム |  |  | 2月9日 シーザーズ・スーパードーム | 2月9日 シーザーズ・スーパードーム | 2月9日 シーザーズ・スーパードーム |
|  | 2025年1月12日 ハイマーク・スタジアム                 | 2025年1月12日 ハイマーク・スタジアム                 | 2025年1月12日 ハイマーク・スタジアム                 | 3                                              | レイブンズ                       | 25                               |                                  |                                |          |    | 1月26日 アローヘッド・スタジアム | 1月26日 アローヘッド・スタジアム | 1月26日 アローヘッド・スタジアム |  |  | 2月9日 シーザーズ・スーパードーム | 2月9日 シーザーズ・スーパードーム | 2月9日 シーザーズ・スーパードーム |
|  | 2025年1月12日 ハイマーク・スタジアム                 | 2025年1月12日 ハイマーク・スタジアム                 | 2025年1月12日 ハイマーク・スタジアム                 | 3                                              | レイブンズ                       | 25                               |                                  |                                |          |    | 1月26日 アローヘッド・スタジアム | 1月26日 アローヘッド・スタジアム | 1月26日 アローヘッド・スタジアム |  |  | 2月9日 シーザーズ・スーパードーム | 2月9日 シーザーズ・スーパードーム | 2月9日 シーザーズ・スーパードーム |
|  | 2025年1月12日 ハイマーク・スタジアム                 | 2025年1月12日 ハイマーク・スタジアム                 | 2025年1月12日 ハイマーク・スタジアム                 |                                                | 2                                | ビルズ                           | 27                               |                                |          |    | 1月26日 アローヘッド・スタジアム | 1月26日 アローヘッド・スタジアム | 1月26日 アローヘッド・スタジアム |  |  | 2月9日 シーザーズ・スーパードーム | 2月9日 シーザーズ・スーパードーム | 2月9日 シーザーズ・スーパードーム |
|  | 2025年1月12日 ハイマーク・スタジアム                 | 2025年1月12日 ハイマーク・スタジアム                 | 2025年1月12日 ハイマーク・スタジアム                 |                                                | 2                                | ビルズ                           | 27                               |                                |          |    | 1月26日 アローヘッド・スタジアム | 1月26日 アローヘッド・スタジアム | 1月26日 アローヘッド・スタジアム |  |  | 2月9日 シーザーズ・スーパードーム | 2月9日 シーザーズ・スーパードーム | 2月9日 シーザーズ・スーパードーム |
|  | 7                                                    | ブロンコス                                           | 7                                                    | AFC                                            | AFC                              | AFC                              |                                  |                                |          |    | 1月26日 アローヘッド・スタジアム | 1月26日 アローヘッド・スタジアム | 1月26日 アローヘッド・スタジアム |  |  | 2月9日 シーザーズ・スーパードーム | 2月9日 シーザーズ・スーパードーム | 2月9日 シーザーズ・スーパードーム |
|  | 7                                                    | ブロンコス                                           | 7                                                    | AFC                                            | AFC                              | AFC                              |                                  |                                |          |    | 1月26日 アローヘッド・スタジアム | 1月26日 アローヘッド・スタジアム | 1月26日 アローヘッド・スタジアム |  |  | 2月9日 シーザーズ・スーパードーム | 2月9日 シーザーズ・スーパードーム | 2月9日 シーザーズ・スーパードーム |
|  | 2                                                    | ビルズ                                               | 31                                                   |                                                | 1月18日 アローヘッド・スタジアム | 1月18日 アローヘッド・スタジアム | 1月18日 アローヘッド・スタジアム |                                |          |    | 1月26日 アローヘッド・スタジアム | 1月26日 アローヘッド・スタジアム | 1月26日 アローヘッド・スタジアム |  |  | 2月9日 シーザーズ・スーパードーム | 2月9日 シーザーズ・スーパードーム | 2月9日 シーザーズ・スーパードーム |
|  | 2                                                    | ビルズ                                               | 31                                                   |                                                | 1月18日 アローヘッド・スタジアム | 1月18日 アローヘッド・スタジアム | 1月18日 アローヘッド・スタジアム |                                |          |    | 1月26日 アローヘッド・スタジアム | 1月26日 アローヘッド・スタジアム | 1月26日 アローヘッド・スタジアム |  |  | 2月9日 シーザーズ・スーパードーム | 2月9日 シーザーズ・スーパードーム | 2月9日 シーザーズ・スーパードーム |
|  | 2025年1月11日 NRGスタジアム                          | 2025年1月11日 NRGスタジアム                          | 2025年1月11日 NRGスタジアム                          | 2                                              | 1月18日 アローヘッド・スタジアム | 1月18日 アローヘッド・スタジアム | 1月18日 アローヘッド・スタジアム | ビルズ                         | 29       |    |                                  |                                  |                                  |  |  | 2月9日 シーザーズ・スーパードーム | 2月9日 シーザーズ・スーパードーム | 2月9日 シーザーズ・スーパードーム |
|  | 2025年1月11日 NRGスタジアム                          | 2025年1月11日 NRGスタジアム                          | 2025年1月11日 NRGスタジアム                          | 2                                              | 1月18日 アローヘッド・スタジアム | 1月18日 アローヘッド・スタジアム | 1月18日 アローヘッド・スタジアム | ビルズ                         | 29       |    |                                  |                                  |                                  |  |  | 2月9日 シーザーズ・スーパードーム | 2月9日 シーザーズ・スーパードーム | 2月9日 シーザーズ・スーパードーム |
|  | 2025年1月11日 NRGスタジアム                          | 2025年1月11日 NRGスタジアム                          | 2025年1月11日 NRGスタジアム                          |                                                | 1月18日 アローヘッド・スタジアム | 1月18日 アローヘッド・スタジアム | 1月18日 アローヘッド・スタジアム | 1                              | チーフス | 32 |                                  |                                  |                                  |  |  | 2月9日 シーザーズ・スーパードーム | 2月9日 シーザーズ・スーパードーム | 2月9日 シーザーズ・スーパードーム |
|  | 2025年1月11日 NRGスタジアム                          | 2025年1月11日 NRGスタジアム                          | 2025年1月11日 NRGスタジアム                          |                                                | 1月18日 アローヘッド・スタジアム | 1月18日 アローヘッド・スタジアム | 1月18日 アローヘッド・スタジアム | 1                              | チーフス | 32 |                                  |                                  |                                  |  |  | 2月9日 シーザーズ・スーパードーム | 2月9日 シーザーズ・スーパードーム | 2月9日 シーザーズ・スーパードーム |
|  | 2025年1月11日 NRGスタジアム                          | 2025年1月11日 NRGスタジアム                          | 2025年1月11日 NRGスタジアム                          | AFCチャンピオンシップ                          | 1月18日 アローヘッド・スタジアム | 1月18日 アローヘッド・スタジアム | 1月18日 アローヘッド・スタジアム |                                |          |    |                                  |                                  |                                  |  |  | 2月9日 シーザーズ・スーパードーム | 2月9日 シーザーズ・スーパードーム | 2月9日 シーザーズ・スーパードーム |
|  | 2025年1月11日 NRGスタジアム                          | 2025年1月11日 NRGスタジアム                          | 2025年1月11日 NRGスタジアム                          |                                                | 1月18日 アローヘッド・スタジアム | 1月18日 アローヘッド・スタジアム | 1月18日 アローヘッド・スタジアム |                                |          |    |                                  |                                  |                                  |  |  | 2月9日 シーザーズ・スーパードーム | 2月9日 シーザーズ・スーパードーム | 2月9日 シーザーズ・スーパードーム |
|  | 2025年1月11日 NRGスタジアム                          | 2025年1月11日 NRGスタジアム                          | 2025年1月11日 NRGスタジアム                          | 1月26日 リンカーン・フィナンシャル・フィールド | 1月18日 アローヘッド・スタジアム | 1月18日 アローヘッド・スタジアム | 1月18日 アローヘッド・スタジアム |                                |          |    |                                  |                                  |                                  |  |  | 2月9日 シーザーズ・スーパードーム | 2月9日 シーザーズ・スーパードーム | 2月9日 シーザーズ・スーパードーム |
|  | 5                                                    | チャージャーズ                                       | 12                                                   |                                                | 1月18日 アローヘッド・スタジアム | 1月18日 アローヘッド・スタジアム | 1月18日 アローヘッド・スタジアム |                                |          |    |                                  |                                  |                                  |  |  | 2月9日 シーザーズ・スーパードーム | 2月9日 シーザーズ・スーパードーム | 2月9日 シーザーズ・スーパードーム |
|  | 5                                                    | チャージャーズ                                       | 12                                                   | 4                                              | テキサンズ                       | 14                               |                                  |                                |          |    |                                  |                                  |                                  |  |  | 2月9日 シーザーズ・スーパードーム | 2月9日 シーザーズ・スーパードーム | 2月9日 シーザーズ・スーパードーム |
|  | 4                                                    | テキサンズ                                           | 32                                                   | 4                                              | テキサンズ                       | 14                               |                                  |                                |          |    |                                  |                                  |                                  |  |  | 2月9日 シーザーズ・スーパードーム | 2月9日 シーザーズ・スーパードーム | 2月9日 シーザーズ・スーパードーム |
|  | 4                                                    | テキサンズ                                           | 32                                                   | 1                                              | チーフス                         | 23                               |                                  |                                |          |    |                                  |                                  |                                  |  |  | 2月9日 シーザーズ・スーパードーム | 2月9日 シーザーズ・スーパードーム | 2月9日 シーザーズ・スーパードーム |
|  | 2025年1月12日 レイモンド・ジェームス・スタジアム     |                                                      |                                                      | 1                                              | チーフス                         | 23                               |                                  |                                |          |    |                                  |                                  |                                  |  |  | 2月9日 シーザーズ・スーパードーム | 2月9日 シーザーズ・スーパードーム | 2月9日 シーザーズ・スーパードーム |
|  | 1月18日 フォード・フィールド                         |                                                      |                                                      |                                                |                                  |                                  |                                  |                                |          |    |                                  |                                  |                                  |  |  | 2月9日 シーザーズ・スーパードーム | 2月9日 シーザーズ・スーパードーム | 2月9日 シーザーズ・スーパードーム |
|  |                                                      |                                                      |                                                      |                                                |                                  |                                  |                                  |                                |          |    |                                  |                                  |                                  |  |  | 2月9日 シーザーズ・スーパードーム | 2月9日 シーザーズ・スーパードーム | 2月9日 シーザーズ・スーパードーム |
|  |                                                      |                                                      |                                                      |                                                |                                  |                                  |                                  |                                |          |    |                                  |                                  |                                  |  |  | 2月9日 シーザーズ・スーパードーム | 2月9日 シーザーズ・スーパードーム | 2月9日 シーザーズ・スーパードーム |
|  |                                                      |                                                      |                                                      |                                                |                                  |                                  |                                  |                                |          |    |                                  |                                  |                                  |  |  | 2月9日 シーザーズ・スーパードーム | 2月9日 シーザーズ・スーパードーム | 2月9日 シーザーズ・スーパードーム |
|  | A1                                                   | チーフス                                             | 22                                                   |                                                |                                  |                                  |                                  |                                |          |    |                                  |                                  |                                  |  |  |                                   |                                   |                                   |
|  | A1                                                   | チーフス                                             | 22                                                   |                                                |                                  |                                  |                                  |                                |          |    |                                  |                                  |                                  |  |  |                                   |                                   |                                   |
|  |                                                      | N2                                                   | イーグルス                                           | 40                                             |                                  |                                  |                                  |                                |          |    |                                  |                                  |                                  |  |  |                                   |                                   |                                   |
|  |                                                      | N2                                                   | イーグルス                                           | 40                                             |                                  |                                  |                                  |                                |          |    |                                  |                                  |                                  |  |  |                                   |                                   |                                   |
|  | 第59回スーパーボウル                                 |                                                      |                                                      |                                                |                                  |                                  |                                  |                                |          |    |                                  |                                  |                                  |  |  |                                   |                                   |                                   |
|  |                                                      |                                                      |                                                      |                                                |                                  |                                  |                                  |                                |          |    |                                  |                                  |                                  |  |  |                                   |                                   |                                   |
|  |                                                      |                                                      |                                                      |                                                |                                  |                                  |                                  |                                |          |    |                                  |                                  |                                  |  |  |                                   |                                   |                                   |
|  | 6                                                    | コマンダース                                         | 23                                                   |                                                |                                  |                                  |                                  |                                |          |    |                                  |                                  |                                  |  |  |                                   |                                   |                                   |
|  | 6                                                    | コマンダース                                         | 23                                                   | 6                                              | コマンダース                     | 45                               |                                  |                                |          |    |                                  |                                  |                                  |  |  |                                   |                                   |                                   |
|  | 3                                                    | バッカニアーズ                                       | 20                                                   | 6                                              | コマンダース                     | 45                               |                                  |                                |          |    |                                  |                                  |                                  |  |  |                                   |                                   |                                   |
|  | 3                                                    | バッカニアーズ                                       | 20                                                   | 1                                              | ライオンズ                       | 31                               |                                  |                                |          |    |                                  |                                  |                                  |  |  |                                   |                                   |                                   |
|  | 2025年1月13日 ステートファーム・スタジアム           |                                                      |                                                      | 1                                              | ライオンズ                       | 31                               |                                  |                                |          |    |                                  |                                  |                                  |  |  |                                   |                                   |                                   |
|  | NFC                                                  |                                                      |                                                      |                                                |                                  |                                  |                                  |                                |          |    |                                  |                                  |                                  |  |  |                                   |                                   |                                   |
|  |                                                      |                                                      |                                                      |                                                |                                  |                                  |                                  |                                |          |    |                                  |                                  |                                  |  |  |                                   |                                   |                                   |
|  | 1月19日 リンカーン・フィナンシャル・フィールド       |                                                      |                                                      |                                                |                                  |                                  |                                  |                                |          |    |                                  |                                  |                                  |  |  |                                   |                                   |                                   |
|  |                                                      |                                                      |                                                      |                                                |                                  |                                  |                                  |                                |          |    |                                  |                                  |                                  |  |  |                                   |                                   |                                   |
|  | 6                                                    | コマンダース                                         | 23                                                   |                                                |                                  |                                  |                                  |                                |          |    |                                  |                                  |                                  |  |  |                                   |                                   |                                   |
|  | 6                                                    | コマンダース                                         | 23                                                   |                                                |                                  |                                  |                                  |                                |          |    |                                  |                                  |                                  |  |  |                                   |                                   |                                   |
|  |                                                      | 2                                                    | イーグルス                                           | 55                                             |                                  |                                  |                                  |                                |          |    |                                  |                                  |                                  |  |  |                                   |                                   |                                   |
|  |                                                      | 2                                                    | イーグルス                                           | 55                                             |                                  |                                  |                                  |                                |          |    |                                  |                                  |                                  |  |  |                                   |                                   |                                   |
|  | 5                                                    | バイキングス                                         | 9                                                    | NFCチャンピオンシップ                          | NFCチャンピオンシップ            | NFCチャンピオンシップ            |                                  |                                |          |    |                                  |                                  |                                  |  |  |                                   |                                   |                                   |
|  | 5                                                    | バイキングス                                         | 9                                                    | NFCチャンピオンシップ                          | NFCチャンピオンシップ            | NFCチャンピオンシップ            |                                  |                                |          |    |                                  |                                  |                                  |  |  |                                   |                                   |                                   |
|  | 4                                                    | ラムズ                                               | 27                                                   |                                                |                                  |                                  |                                  |                                |          |    |                                  |                                  |                                  |  |  |                                   |                                   |                                   |
|  | 4                                                    | ラムズ                                               | 27                                                   |                                                |                                  |                                  |                                  |                                |          |    |                                  |                                  |                                  |  |  |                                   |                                   |                                   |
|  | 2025年1月12日 リンカーン・フィナンシャル・フィールド | 2025年1月12日 リンカーン・フィナンシャル・フィールド | 2025年1月12日 リンカーン・フィナンシャル・フィールド | 4                                              | ラムズ                           | 22                               |                                  |                                |          |    |                                  |                                  |                                  |  |  |                                   |                                   |                                   |
|  | 2025年1月12日 リンカーン・フィナンシャル・フィールド | 2025年1月12日 リンカーン・フィナンシャル・フィールド | 2025年1月12日 リンカーン・フィナンシャル・フィールド | 4                                              | ラムズ                           | 22                               |                                  |                                |          |    |                                  |                                  |                                  |  |  |                                   |                                   |                                   |
|  | 2025年1月12日 リンカーン・フィナンシャル・フィールド | 2025年1月12日 リンカーン・フィナンシャル・フィールド | 2025年1月12日 リンカーン・フィナンシャル・フィールド |                                                | 2                                | イーグルス                       | 28                               |                                |          |    |                                  |                                  |                                  |  |  |                                   |                                   |                                   |
|  | 2025年1月12日 リンカーン・フィナンシャル・フィールド | 2025年1月12日 リンカーン・フィナンシャル・フィールド | 2025年1月12日 リンカーン・フィナンシャル・フィールド |                                                | 2                                | イーグルス                       | 28                               |                                |          |    |                                  |                                  |                                  |  |  |                                   |                                   |                                   |
|  | 7                                                    | パッカーズ                                           | 10                                                   |                                                |                                  |                                  |                                  |                                |          |    |                                  |                                  |                                  |  |  |                                   |                                   |                                   |
|  | 7                                                    | パッカーズ                                           | 10                                                   |                                                |                                  |                                  |                                  |                                |          |    |                                  |                                  |                                  |  |  |                                   |                                   |                                   |
|  | 2                                                    | イーグルス                                           | 22                                                   |                                                |                                  |                                  |                                  |                                |          |    |                                  |                                  |                                  |  |  |                                   |                                   |                                   |
|  | 2                                                    | イーグルス                                           | 22                                                   |                                                |                                  |                                  |                                  |                                |          |    |                                  |                                  |                                  |  |  |                                   |                                   |                                   |

## 成績

### NFC南地区（2002年-現在）
- NO:ニューオーリンズ・セインツ、ATL:アトランタ・ファルコンズ、CAR:カロライナ・パンサーズ、TB:タンパベイ・バッカニアーズ
- 数字：シード順
- v：スーパーボウル優勝
- s：スーパーボウル敗退
- c：カンファレンス決勝敗退
- d：ディビジョナルプレーオフ敗退
- w：ワイルドカードプレーオフ敗退
- 年表示の背景色が変わっている年はチームがスーパーボウルを制覇した年

| 年   | 地区優勝 | 地区優勝 | 地区優勝 | 地区優勝 | 2位     | 2位 | 2位 | 2位 | 3位     | 3位 | 3位 | 3位 | 4位    | 4位 | 4位 | 4位 |
| 年   | チーム   | 勝       | 負       | 分       | チーム  | 勝  | 負  | 分  | チーム  | 勝  | 負  | 分  | チーム | 勝  | 負  | 分  |
| ---- | -------- | -------- | -------- | -------- | ------- | --- | --- | --- | ------- | --- | --- | --- | ------ | --- | --- | --- |
| 2024 | TB (3w)  | 10       | 7        | 0        | ATL     | 8   | 9   | 0   | CAR     | 5   | 12  | 0   | NO     | 5   | 12  | 0   |
| 2023 | TB (4d)  | 9        | 8        | 0        | NO      | 9   | 8   | 0   | ATL     | 7   | 10  | 0   | CAR    | 2   | 15  | 0   |
| 2022 | TB (4w)  | 8        | 9        | 0        | NO      | 7   | 10  | 0   | ATL     | 7   | 10  | 0   | CAR    | 7   | 10  | 0   |
| 2021 | TB (2d)  | 13       | 4        | 0        | NO      | 9   | 8   | 0   | ATL     | 7   | 10  | 0   | CAR    | 5   | 12  | 0   |
| 2020 | NO (2d)  | 12       | 4        | 0        | TB (5v) | 11  | 5   | 0   | CAR     | 5   | 11  | 0   | ATL    | 4   | 12  | 0   |
| 2019 | NO (3w)  | 13       | 3        | 0        | ATL     | 7   | 9   | 0   | TB      | 7   | 9   | 0   | CAR    | 5   | 11  | 0   |
| 2018 | NO (1c)  | 13       | 3        | 0        | ATL     | 7   | 9   | 0   | CAR     | 7   | 9   | 0   | TB     | 5   | 11  | 0   |
| 2017 | NO (4d)  | 11       | 5        | 0        | CAR(5w) | 11  | 5   | 0   | ATL(6d) | 10  | 6   | 0   | TB     | 5   | 11  | 0   |
| 2016 | ATL(2s)  | 11       | 5        | 0        | TB      | 9   | 7   | 0   | NO      | 7   | 9   | 0   | CAR    | 6   | 10  | 0   |
| 2015 | CAR(1s)  | 15       | 1        | 0        | ATL     | 8   | 8   | 0   | NO      | 7   | 9   | 0   | TB     | 6   | 10  | 0   |
| 2014 | CAR(4d)  | 7        | 8        | 1        | NO      | 7   | 9   | 0   | ATL     | 6   | 11  | 0   | TB     | 2   | 14  | 0   |
| 2013 | CAR(2d)  | 12       | 4        | 0        | NO (6d) | 11  | 5   | 0   | ATL     | 4   | 12  | 0   | TB     | 4   | 12  | 0   |
| 2012 | ATL(1c)  | 13       | 3        | 0        | CAR     | 7   | 9   | 0   | NO      | 7   | 9   | 0   | TB     | 7   | 9   | 0   |
| 2011 | NO (3d)  | 13       | 3        | 0        | ATL(5w) | 10  | 6   | 0   | CAR     | 6   | 10  | 0   | TB     | 4   | 12  | 0   |
| 2010 | ATL(1d)  | 13       | 3        | 0        | NO (5w) | 11  | 5   | 0   | TB      | 10  | 6   | 0   | CAR    | 2   | 14  | 0   |
| 2009 | NO (1v)  | 13       | 3        | 0        | ATL     | 9   | 7   | 0   | CAR     | 8   | 8   | 0   | TB     | 3   | 13  | 0   |
| 2008 | CAR(2d)  | 12       | 4        | 0        | ATL(5w) | 11  | 5   | 0   | TB      | 9   | 7   | 0   | NO     | 8   | 8   | 0   |
| 2007 | TB (4w)  | 9        | 7        | 0        | CAR     | 7   | 9   | 0   | NO      | 7   | 9   | 0   | ATL    | 4   | 12  | 0   |
| 2006 | NO (2c)  | 10       | 6        | 0        | CAR     | 8   | 8   | 0   | ATL     | 7   | 9   | 0   | TB     | 4   | 12  | 0   |
| 2005 | TB (3w)  | 11       | 5        | 0        | CAR(5c) | 11  | 5   | 0   | ATL     | 8   | 8   | 0   | NO     | 3   | 13  | 0   |
| 2004 | ATL(2c)  | 11       | 5        | 0        | NO      | 8   | 8   | 0   | CAR     | 7   | 9   | 0   | TB     | 5   | 11  | 0   |
| 2003 | CAR(3s)  | 11       | 5        | 0        | NO      | 8   | 8   | 0   | TB      | 7   | 9   | 0   | ATL    | 5   | 11  | 0   |
| 2002 | TB (2v)  | 12       | 4        | 0        | ATL(6d) | 9   | 6   | 1   | NO      | 9   | 7   | 0   | CAR    | 7   | 9   | 0   |

### NFC西地区（1970年-2001年）
- SF：サンフランシスコ・49ERS、LA→RAM→StL：ロサンゼルス・ラムズ→セントルイス・ラムズ、ATL：アトランタ・ファルコンズ、NO：ニューオーリンズ・セインツ、CAR：カロライナ・パンサーズ、SEA：シアトル・シーホークス
- 1982年シーズンはストライキの影響により、地区別成績ではなくカンファレンス上位8チームがプレイオフ進出するルールであったが、ここでは地区別に変換して表記する。
- 括弧内の数字はプレイオフ出場時のシード順（シード制導入前は表記なし）、文字はv：スーパーボウル優勝、s：スーパーボウル敗退・カンファレンス優勝、c：カンファレンス決勝敗退、d：ディビジョナルプレーオフ敗退、w：ワイルドカードプレイオフ敗退。1982年についてはd：2回戦敗退、w：1回戦敗退。

| 年   | 地区優勝 | 地区優勝 | 地区優勝 | 地区優勝 | 2位     | 2位 | 2位 | 2位 | 3位    | 3位 | 3位 | 3位 | 4位    | 4位 | 4位 | 4位 | 5位    | 5位 | 5位 | 5位 |
| 年   | チーム   | 勝       | 負       | 分       | チーム  | 勝  | 負  | 分  | チーム | 勝  | 負  | 分  | チーム | 勝  | 負  | 分  | チーム | 勝  | 負  | 分  |
| ---- | -------- | -------- | -------- | -------- | ------- | --- | --- | --- | ------ | --- | --- | --- | ------ | --- | --- | --- | ------ | --- | --- | --- |
| 2001 | StL(1s)  | 14       | 2        | 0        | SF(5w)  | 12  | 4   | 0   | NO     | 7   | 9   | 0   | ATL    | 7   | 9   | 0   | CAR    | 1   | 15  | 0   |
| 2000 | NO(3d)   | 10       | 6        | 0        | StL(6w) | 10  | 6   | 0   | CAR    | 7   | 9   | 0   | SF     | 6   | 10  | 0   | ATL    | 4   | 12  | 0   |
| 1999 | StL(1v)  | 13       | 3        | 0        | CAR     | 8   | 8   | 0   | ATL    | 5   | 11  | 0   | SF     | 4   | 12  | 0   | NO     | 3   | 13  | 0   |
| 1998 | ATL(2s)  | 14       | 2        | 0        | SF(4d)  | 12  | 4   | 0   | NO     | 6   | 10  | 0   | CAR    | 4   | 12  | 0   | StL    | 4   | 12  | 0   |
| 1997 | SF(1c)   | 13       | 3        | 0        | CAR     | 7   | 9   | 0   | ATL    | 7   | 9   | 0   | NO     | 6   | 10  | 0   | StL    | 5   | 11  | 0   |
| 1996 | CAR(2c)  | 12       | 4        | 0        | SF(4d)  | 12  | 4   | 0   | StL    | 6   | 10  | 0   | ATL    | 3   | 13  | 0   | NO     | 3   | 13  | 0   |
| 1995 | SF(2d)   | 11       | 5        | 0        | ATL(6w) | 9   | 7   | 0   | StL    | 7   | 9   | 0   | CAR    | 7   | 9   | 0   | NO     | 7   | 9   | 0   |
| 1994 | SF(1v)   | 13       | 3        | 0        | NO      | 7   | 9   | 0   | ATL    | 7   | 9   | 0   | RAM    | 4   | 12  | 0   |        |     |     |     |
| 1993 | SF(2c)   | 10       | 6        | 0        | NO      | 8   | 8   | 0   | ATL    | 6   | 10  | 0   | RAM    | 5   | 11  | 0   |        |     |     |     |
| 1992 | SF(1c)   | 14       | 2        | 0        | NO(4w)  | 12  | 4   | 0   | ATL    | 6   | 10  | 0   | RAM    | 6   | 10  | 0   |        |     |     |     |
| 1991 | NO(3w)   | 11       | 5        | 0        | ATL(6d) | 10  | 6   | 0   | SF     | 10  | 6   | 0   | RAM    | 3   | 13  | 0   |        |     |     |     |
| 1990 | SF(1c)   | 14       | 2        | 0        | NO(6w)  | 8   | 8   | 0   | RAM    | 5   | 11  | 0   | ATL    | 5   | 11  | 0   |        |     |     |     |
| 1989 | SF(1v)   | 14       | 2        | 0        | RAM(5c) | 11  | 5   | 0   | NO     | 9   | 7   | 0   | ATL    | 3   | 13  | 0   |        |     |     |     |
| 1988 | SF(2v)   | 10       | 6        | 0        | RAM(5w) | 10  | 6   | 0   | NO     | 10  | 6   | 0   | ATL    | 5   | 11  | 0   |        |     |     |     |
| 1987 | SF(1d)   | 13       | 2        | 0        | NO(4w)  | 12  | 3   | 0   | RAM    | 6   | 9   | 0   | ATL    | 3   | 12  | 0   |        |     |     |     |
| 1986 | SF(3d)   | 10       | 5        | 1        | RAM(5w) | 10  | 6   | 0   | ATL    | 7   | 8   | 1   | NO     | 7   | 9   | 0   |        |     |     |     |
| 1985 | RAM(2c)  | 11       | 5        | 0        | SF(5w)  | 10  | 6   | 0   | NO     | 5   | 11  | 0   | ATL    | 4   | 12  | 0   |        |     |     |     |
| 1984 | SF(1v)   | 15       | 1        | 0        | RAM(4w) | 10  | 6   | 0   | NO     | 7   | 9   | 0   | ATL    | 4   | 12  | 0   |        |     |     |     |
| 1983 | SF(2c)   | 10       | 6        | 0        | RAM(5d) | 9   | 7   | 0   | NO     | 8   | 8   | 0   | ATL    | 7   | 9   | 0   |        |     |     |     |
| 1982 | ATL(5w)  | 5        | 4        | 0        | NO      | 4   | 5   | 0   | SF     | 3   | 6   | 0   | RAM    | 2   | 7   | 0   |        |     |     |     |
| 1981 | SF(1v)   | 13       | 3        | 0        | ATL     | 7   | 9   | 0   | LA     | 6   | 10  | 0   | NO     | 4   | 12  | 0   |        |     |     |     |
| 1980 | ATL(1d)  | 12       | 4        | 0        | LA(5w)  | 11  | 5   | 0   | SF     | 6   | 10  | 0   | NO     | 1   | 15  | 0   |        |     |     |     |
| 1979 | LA(3s)   | 9        | 7        | 0        | NO      | 8   | 8   | 0   | ATL    | 6   | 10  | 0   | SF     | 2   | 14  | 0   |        |     |     |     |
| 1978 | LA(1c)   | 12       | 4        | 0        | ATL(4d) | 9   | 7   | 0   | NO     | 7   | 9   | 0   | SF     | 2   | 14  | 0   |        |     |     |     |
| 1977 | LA(2d)   | 10       | 4        | 0        | ATL     | 7   | 7   | 0   | SF     | 5   | 9   | 0   | NO     | 3   | 11  | 0   |        |     |     |     |
| 1976 | LA(3c)   | 10       | 3        | 1        | SF      | 8   | 6   | 0   | ATL    | 4   | 10  | 0   | NO     | 4   | 10  | 0   | SEA    | 2   | 12  | 0   |
| 1975 | LA(2c)   | 12       | 2        | 0        | SF      | 5   | 9   | 0   | ATL    | 4   | 10  | 0   | NO     | 2   | 12  | 0   |        |     |     |     |
| 1974 | LA(c)    | 10       | 4        | 0        | SF      | 6   | 8   | 0   | NO     | 5   | 9   | 0   | ATL    | 3   | 11  | 0   |        |     |     |     |
| 1973 | LA(d)    | 12       | 2        | 0        | ATL     | 9   | 5   | 0   | SF     | 5   | 9   | 0   | NO     | 5   | 9   | 0   |        |     |     |     |
| 1972 | SF(d)    | 8        | 5        | 1        | ATL     | 7   | 7   | 0   | LA     | 6   | 7   | 1   | NO     | 2   | 11  | 1   |        |     |     |     |
| 1971 | SF(c)    | 9        | 5        | 0        | LA      | 8   | 5   | 1   | ATL    | 7   | 6   | 1   | NO     | 4   | 8   | 2   |        |     |     |     |
| 1970 | SF(c)    | 10       | 3        | 1        | LA      | 9   | 4   | 1   | ATL    | 4   | 8   | 2   | NO     | 2   | 11  | 1   |        |     |     |     |

### NFL西カンファレンス・海岸地区（1967年-1969年）
- SF：サンフランシスコ・49ERS、ATL：アトランタ・ファルコンズ、LA：ロサンゼルス・ラムズ、BAL：ボルチモア・コルツ
- 括弧内の文字はv：スーパーボウル（AFL-NFLワールドチャンピオンシップゲーム）優勝、s：スーパーボウル敗退・NFL優勝、n：NFL決勝敗退・カンファレンス優勝、c：カンファレンス決勝敗退
- プレイオフは地区優勝チームのみ出場

| 年   | 地区優勝 | 地区優勝 | 地区優勝 | 地区優勝 | 2位    | 2位 | 2位 | 2位 | 3位    | 3位 | 3位 | 3位 | 4位    | 4位 | 4位 | 4位 |
| 年   | チーム   | 勝       | 負       | 分       | チーム | 勝  | 負  | 分  | チーム | 勝  | 負  | 分  | チーム | 勝  | 負  | 分  |
| ---- | -------- | -------- | -------- | -------- | ------ | --- | --- | --- | ------ | --- | --- | --- | ------ | --- | --- | --- |
| 1969 | LA(c)    | 11       | 3        | 0        | BAL    | 8   | 5   | 3   | ATL    | 6   | 8   | 0   | SF     | 4   | 8   | 2   |
| 1968 | BAL(s)   | 13       | 1        | 0        | LA     | 10  | 3   | 1   | SF     | 7   | 6   | 1   | ATL    | 2   | 12  | 0   |
| 1967 | LA(c)    | 11       | 1        | 2        | BAL    | 11  | 1   | 2   | SF     | 7   | 7   | 0   | ATL    | 1   | 12  | 1   |

### NFL東カンファレンス（1966年）
- CLE：クリーブランド・ブラウンズ、StL：セントルイス・カージナルス、PHI：フィラデルフィア・イーグルス、WAS：ワシントン・レッドスキンズ、PIT：ピッツバーグ・スティーラーズ、NY：ニューヨーク・ジャイアンツ、DAL：ダラス・カウボーイズ、ATL：アトランタ・ファルコンズ
- 括弧内の文字はv:NFL優勝、n：NFL決勝敗退・カンファレンス優勝

| 年   | 優勝   | 優勝 | 優勝 | 優勝 | 2位    | 2位 | 2位 | 2位 | 3位    | 3位 | 3位 | 3位 | 4位    | 4位 | 4位 | 4位 | 5位    | 5位 | 5位 | 5位 | 6位    | 6位 | 6位 | 6位 | 7位    | 7位 | 7位 | 7位 | 8位    | 8位 | 8位 | 8位 |
| 年   | チーム | 勝   | 負   | 分   | チーム | 勝  | 負  | 分  | チーム | 勝  | 負  | 分  | チーム | 勝  | 負  | 分  | チーム | 勝  | 負  | 分  | チーム | 勝  | 負  | 分  | チーム | 勝  | 負  | 分  | チーム | 勝  | 負  | 分  |
| ---- | ------ | ---- | ---- | ---- | ------ | --- | --- | --- | ------ | --- | --- | --- | ------ | --- | --- | --- | ------ | --- | --- | --- | ------ | --- | --- | --- | ------ | --- | --- | --- | ------ | --- | --- | --- |
| 1966 | DAL(n) | 10   | 3    | 1    | CLE    | 9   | 5   | 0   | PHI    | 9   | 5   | 0   | StL    | 8   | 5   | 1   | WAS    | 7   | 7   | 0   | PIT    | 5   | 8   | 1   | ATL    | 3   | 11  | 0   | NY     | 1   | 12  | 1   |

## 主な選手

### 永久欠番
| アトランタ・ファルコンズ 永久欠番一覧               |        |        |            |          |
| 背番号                                              | 選手名 | 選手名 | ポジション | 在籍期間 |
| なし （ファルコンズは永久欠番を制定することはない） |        |        |            |          |

### プロフットボール殿堂入り

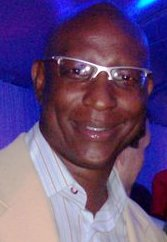
エリック・ディッカーソン

| プロフットボール殿堂入りメンバー一覧 |                          |                   |              |                     |        |
| 選手                                 |                          |                   |              |                     |        |
| 背番号                               | 選手名                   | 選手名            | ポジション   | 在籍期間            | 選出年 |
| 8                                    | トミー・マクドナルド     | Tommy McDonald    | WR           | 1967                | 1998   |
| 29                                   | エリック・ディッカーソン | Eric Dickerson    | RB           | 1993                | 1999   |
| 21                                   | ディオン・サンダース     | Deion Sanders     | CB           | 1989–1993           | 2011   |
| 56                                   | クリス・ドールマン       | Chris Doleman     | DE           | 1994–1995           | 2012   |
| 87                                   | クロード・ハンフリー     | Claude Humphrey   | DE           | 1968–1978           | 2014   |
| 4                                    | ブレット・ファーヴ       | Brett Favre       | QB           | 1991                | 2016   |
| 5                                    | モーテン・アンダーセン   | Morten Andersen   | K            | 1995–2000 2006–2007 | 2017   |
| 88                                   | トニー・ゴンザレス       | Tony Gonzalez     | TE           | 2009–2013           | 2019   |
| コーチ・エグゼクティブ               |                          |                   |              |                     |        |
| 選手名                               | 選手名                   | 選手名            | 役職         | 在籍期間            | 選出年 |
| ノーム・バンブルックリン             | ノーム・バンブルックリン | Norm Van Brocklin | ヘッドコーチ | 1968–1974           | 1971   |

- エリック・ディッカーソン

### リング・オブ・オナー
ファルコンズは永久欠番を制定していないが、「リング・オブ・オナー」として選手の栄誉を讃えている。
- 10 スティーブ・バートコウスキー QB 1975–1985
- 21 ディオン・サンダース CB 1989–1993
- 28 ウォリック・ダン RB 2002–2007
- 31 ウィリアム・アンドリュース RB 1979–1983, 1986
- 42 ジェラルド・リグス RB 1982–1988
- 57 ジェフ・ヴァン・ノート C 1969–1986
- 58 ジェシー・タグル LB 1987–2000
- 60 トミー・ノービス LB 1966–1976
- 78 マイク・ケン T 1978–1994
- 84 ロディ・ホワイト WR 2005–2015
- 87 クロード・ハンフリー DE 1968–1978

### その他の名選手

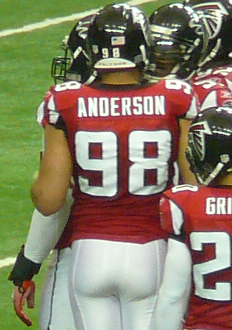
ジャマール・アンダーソン
- アルジ・クランプラー
- ビリー・ジョンソン
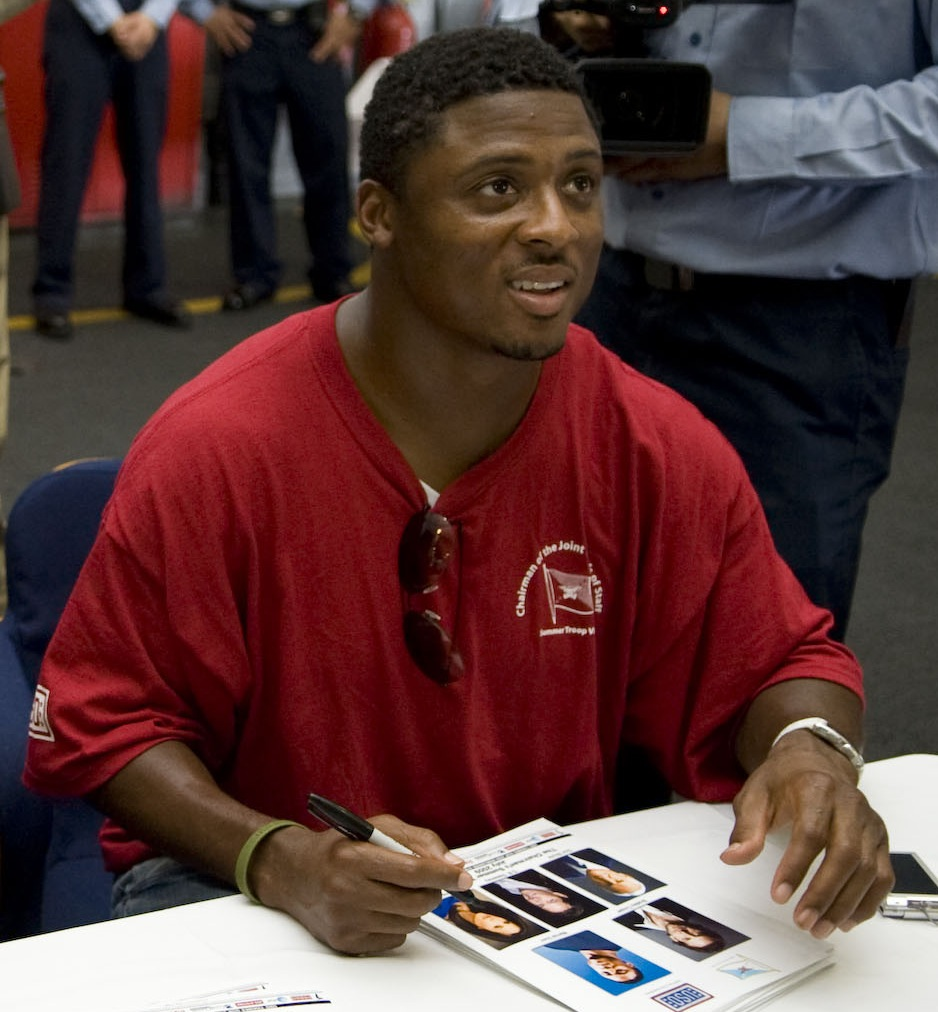
クリス・チャンドラー
- エセラ・トゥアオロ
- レイ・ブキャナン
- ビル・フラリック
- マイケル・ヘインズ
- テレンス・マシス
- トニー・マーティン
- クリス・ミラー
- アンドレ・ライズン
- マイケル・ヴィック
- デボンタ・フリーマン
- デズモンド・トゥルファント

- ジャマール・アンダーソン
- ウォリック・ダン

### 現役の主な選手
- マット・ライアン
- フリオ・ジョーンズ
- トッド・ガーリー
- カルバン・リドリー
- アレックス・マック

## 歴代ヘッドコーチ
- ノーブ・ヘッカー (1966-1968)
- ノーム・バンブルックリン (1968-1974)
- マリオン・キャンベル (1974-1976)
- パット・ペプラー (1976)
- リーマン・ベネット (1977-1982)
- ダン・ヘニング (1983-1986)
- マリオン・キャンベル (1987-1989)
- ジム・ハニファン (1989)
- ジェリー・グランビル (1990-1993)
- ジューン・ジョーンズ (1994-1996)
- ダン・リーブス (1997-2003)
- リッチ・ブルックス (1998) ダン・リーブスが心臓の手術のためチームを離れた際、指揮を執った。
- ウェイド・フィリップス (2003)
- ジム・L・モーラ (2004-2006)
- ボビー・ペトリーノ (2007)
- エミット・トーマス (2007)
- マイク・スミス (2008-2014)
- ダン・クイン (2015-2020)
- ラヒーム・モリス (2020)
- アーサー・スミス (2021-2023)
- ラヒーム・モリス (2024-)